# 康熙帝
康熙帝（1654年5月4日—1722年12月20日），名玄烨（穆麟德轉寫：hiowan yei），爱新觉罗氏，中国清朝第三位皇帝，是清朝入关后的第二位皇帝，也是首位出生和成长在北京的清朝皇帝，于公元1661年至1722年在位，年号「康熙」，廟號「聖祖」。
1654年5月，玄烨生於紫禁城景仁宫，为顺治帝第三子。1661年2月，顺治帝驾崩，臨終立玄烨為储君。康熙帝即位後，輔政大臣鰲拜獨攬大權。1667年，14歲的康熙帝開始聽政。1669年，康熙帝將鰲拜囚禁，掃除了親政障礙。
康熙帝在位期间，致力於缓和阶级矛盾，在施政上採取寬和仁愛的風格，推行轻徭薄赋、与民生息的农业政策，重视农耕，发展经济，改革税收，疏通漕运。同时还对三藩、明郑、噶尔丹等各地反清势力大规模用兵，对沙俄签订《尼布楚条约》確保黑龙江流域和广大东北地区的控制。康熙帝努力调节满族与汉、蒙、藏等族的关系，尊崇儒学，开博学鸿儒科笼络汉族士大夫；实行“多伦会盟”安抚蒙古各部，下令编修《理藩院则例》，确定巩固边疆的统治方针；册封五世班禅为“班禅额尔德尼”，派兵驱逐入侵西藏的准噶尔汗国。还开海设关，发展内外贸易，重用海外传教士，学习西方近代科学。此间，使中国社会出现“天下初安，四海承平”相对稳定的局面，为开启百余年的康雍乾盛世奠定基础。
晚年的康熙帝沉浸于前半生的业绩，开始倦于政务，標榜仁政致吏治廢弛，从而暴露出许多社会问题，而废太子事件造成的夺嫡之争也对清朝政治产生了不良影响。康熙六十一年十一月十三日，康熙崩于京师畅春园清溪书屋，终年68岁。谥号合天弘運文武睿哲恭儉寬裕孝敬誠信中和功德大成仁皇帝，通称聖祖仁皇帝（穆麟德轉寫：šengdzu gosin hūwangdi），葬于清东陵中的景陵。康熙帝在位六十一年零十个月，是中國歷史上在位時間最長的皇帝。

## 生平经历

### 幼年继位
順治十一年三月十八日（1654年5月4日），玄燁出生於紫禁城景仁宮內，是順治帝的第三子，生母為孝康章皇后佟佳氏。其父親順治帝在位十八年之中沒有冊立過皇太子。顺治十八年正月初六（1661年2月4日）顺治帝早逝，时年仅24岁。兩年後，康熙二年（1663年）康熙帝的生母孝康章皇后佟佳氏亦病逝。
由於接受湯若望的建議，因年幼的玄燁曾得過天花具有免疫力，且从天花疾病幸存下来，使其获選被立为皇太子。顺治十八年正月初九（1661年2月7日）玄燁登基時，只有八歲，次年正月（1662年2月）正式宣布新年號為康熙。
因康熙帝尚年幼，順治帝的遗诏同时指派索尼、苏克萨哈、遏必隆、鰲拜等四大臣辅政，輔佐康熙帝，因此清朝的政局不受康熙帝實際掌控。

### 执政时期

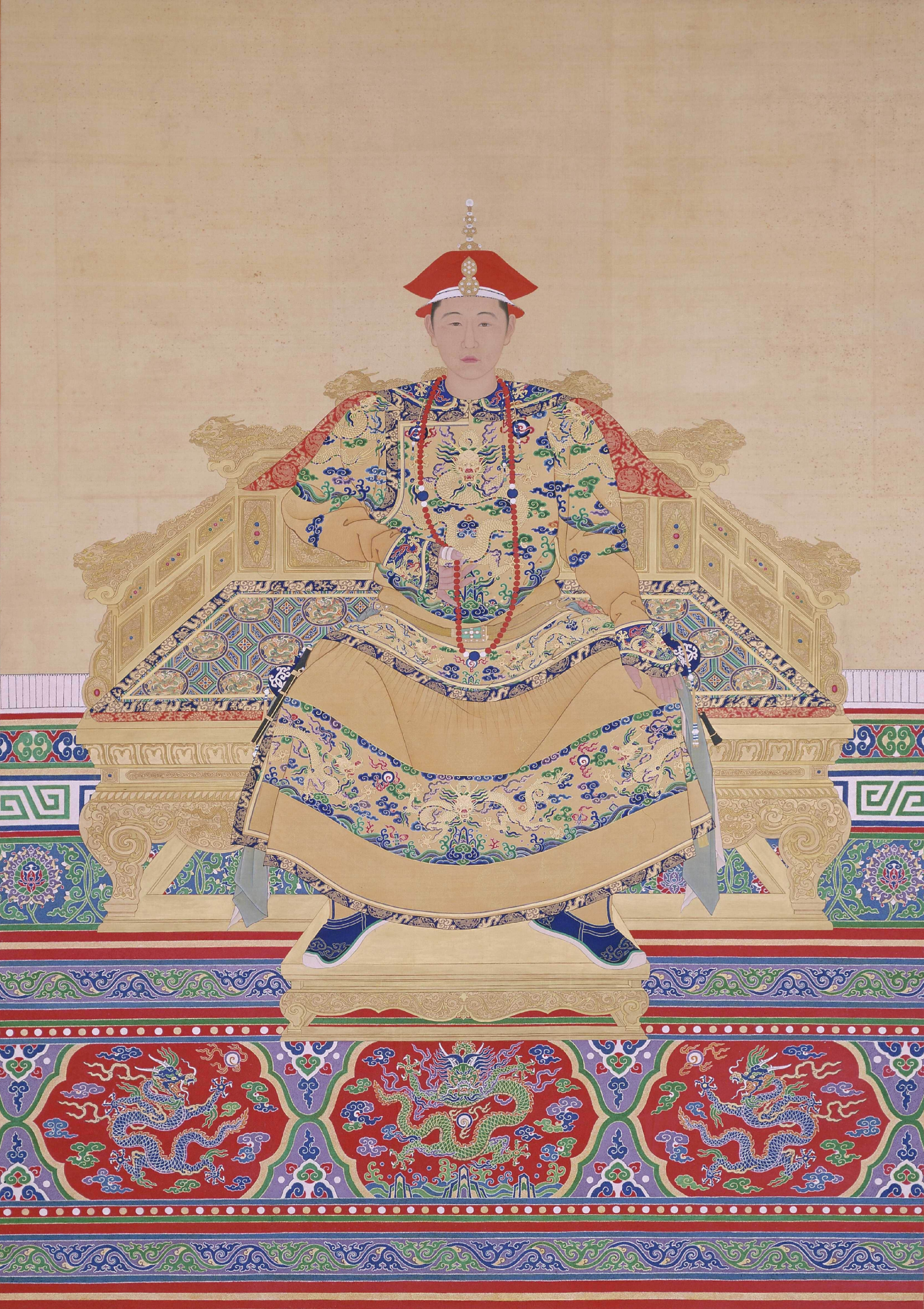
康熙帝朝服全身像（青年）

康熙八年（1669年）五月，康熙帝發動突襲，捉拿了鳌拜之後，掌握朝政。
先前鰲拜掌權時，欽天監官楊光先勾結鰲拜反對西洋學說，發生曆獄案，湯若望被判處死刑。八月，因為楊光先從前依附鰲拜捏詞陷害湯若望，康熙帝並趁此時間給湯若望平反以往不明之冤。
康熙年間，宣布停止圈地，放宽垦荒地的免税年限。他还着手整顿吏治，恢复了京察、大计等考核制度。为了防止被臣下蒙蔽欺骗，康熙还亲自出京巡视，了解民情吏治。其中最著名的是六次南巡，此外还有三次东巡、一次西巡，以及数百次巡查京畿和蒙古，此举极大的促进了康熙对民情的了解，他还亲自巡视黄河河道，督察河工，并下令整修永定河河道。
康熙是清朝在位时间最长的皇帝。康熙坐镇北京取得了对三藩、沙俄的战争胜利，消滅在台湾的明鄭政权，另一方面，康熙创立“多伦会盟”取代战争，联络蒙古各部；意图以条约确保清朝政府在黑龙江的领土控制。文治武功取得巨大成绩的康熙帝，群臣一再商议给他上尊号，康熙多次表示“断不受此虚名”，这在历朝帝王中十分罕见。

### 执政晚年
康熙晚年在内政上相对懈怠无为，曾说“多事不如少事”、“政宽事省”、“凡事不可深究者极多”，不能严禁浮费和规银，宽纵州县火耗和亏空。同时他还標榜仁政，對官吏盡量以寬鬆待之，導致出現吏治废弛，官場贪污，国库亏空，“大小官员，怠玩成习，徇庇尤甚”，个别地区出现暴动和骚乱，统治秩序奏出了不和谐音符。盛世处于衰微的現象，给继任者雍正帝留下许多隐患。更有甚者指出清朝衰亡，病在康熙。
康熙四十九年（1710年），御史参劾户部堂官希福纳等侵贪户部内仓银64万余两，牽連的官吏多達112人。康熙说“朕反复思之，终夜不寐，若将伊等审问，获罪之人甚多矣”。最後只把希福納革職，其餘官吏則勒限賠款。康熙末年社会矛盾有所激化，有江苏无锡县人劉三因县令李牧残酷成性，聚數百人於山中反抗，後被捕。
不过，康熙晚年为对付准噶尔汗国势力的威胁，乃积极经营西藏，始则派官协助藏务（1709年），继则于康熙五十九年（1720年）派皇十四子胤禵以“抚远大将军”的身份率军入藏，驱逐杀害和硕特汗国可汗拉藏汗之准噶尔兵，平定藏乱（史称“驱准保藏”），留清军镇守，西藏乃正式纳入版图。其后清军甚至一度攻入准噶尔汗国所在的今新疆地区，但因康熙帝去世而撤军。
康熙的皇太子两立两废，彻底暴露出嫡长子继承制度以及公开册立太子的种种弊端，引起储位之争的时间之长、卷入者之多、波及面之广，以及对皇朝及皇帝本人影响之大，无不超出前代。

### 去世
康熙六十一年十一月十三日（1722年12月20日），康熙皇帝崩逝于清朝順天府（今北京市）暢春園清溪书屋內，享壽69岁，結束了長達61年的統治。当时八爷党支持的十四阿哥胤禵远在西北，四阿哥胤禛留京。康熙近臣步军统领隆科多奉康熙帝遺詔，使皇四子胤禛继承皇位，是为雍正皇帝，并为康熙帝上庙号圣祖，谥号合天弘运文武睿哲恭俭宽裕孝敬诚信功德大成仁皇帝，安葬于清景陵。

## 为政措施

### 政治

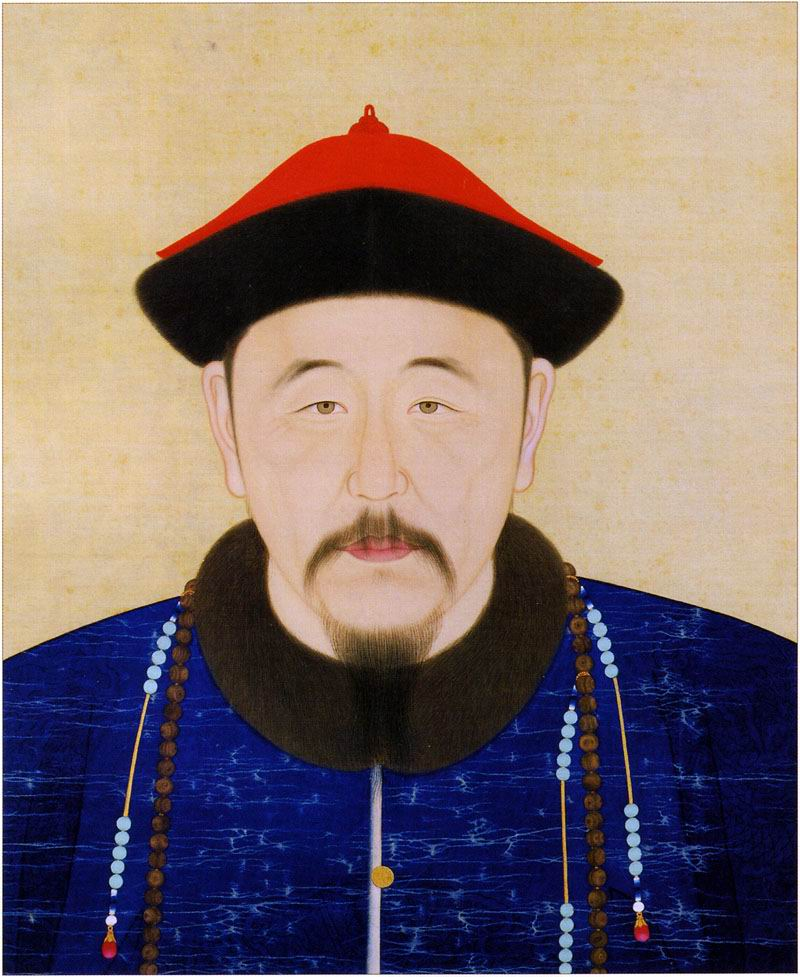
40歲的康熙帝

康熙八年（1669年），康熙帝时常召集小內監在宫中作「布庫」之戏，不过在五月十六日（6月14日）鰲拜进见时，突然下令以大不敬之罪，命少年們将其逮捕。大臣商议鳌拜大罪三十条，请求將他滅族，康熙帝念鳌拜曾救過祖父皇太極的功劳，赦其死罪，改為拘禁，但诛杀了鳌拜的很多弟侄亲随及党羽。仅存的另一辅政大臣遏必隆因为长期勾结鳌拜，被削去太师、一等公。康熙帝由此完全奪回朝廷大權，開始真正親政的階段。
康熙勤政，坚持每日御临乾清门会见朝臣处理政务，居住在畅春园、热河行宫以及在出巡途中仍听政不惜。黎明时分，部院大臣，起居注官员到位，各部院衙门依次奏事，皇帝与内阁大臣商决裁断。《起居注》中详细记载了康熙皇帝御门听政现场办公的场景内容。康熙帝晚年还通过赵凤诏贪污案来抑制汉官。

### 经济
康熙帝為了箝制反清復明的活動而打击明鄭王朝，初年实行迁界禁海政策，规定沿海居民内迁，片板不准下水。先在闽地实行，后推广至山东至广东沿线。清政府划定三十里至二三百里的濒海范围，设立界碑，乃至修建界墙，强制处在范围内的沿海居民迁移，有敢不迁移的，杀无赦，有敢越界的，也杀无赦。让距离海边三十里至二三百里不等的山东至广东沿海地区成为无人区。此政策所造成的破坏远超过一次大规模战争。
康熙帝打敗明鄭王朝。拿下臺灣之后，康熙开放了海禁，并设立了四个通商口岸（广州、漳州、宁波、云台山）。
1677年，康熙帝開始了整治黃河工程。到1684年，歷時七年的整治黃河工程完成。在康熙五十六年（1717年），出現各地豐收，無災可免的情況。康熙在晚年亦繼續減免天下賦稅，蠲免全國各地省份的錢糧，免除多處地區的欠賦。多種措施令到各地的農民都能夠休養生息，也防止了地方官吏中飽私囊和橫徵暴斂。
学者姚念慈认为清史研究者往往忽视清代赋税的沉重。通过比较明清赋税，清初全国赋税总额是以明朝万历末期至崇祯时期的横征暴敛为基准的。直至康熙末年清朝的人口土地并未超过明万历时期，然而其赋税收入却较万历初期增加了许多倍。清廷立国的基础，就是过于沉重的高额赋税。康熙朝实行的大量而频繁的蠲免，实质上是变换手法，将竭泽而渔也无法获得的部分宣扬成惠政。

### 军事

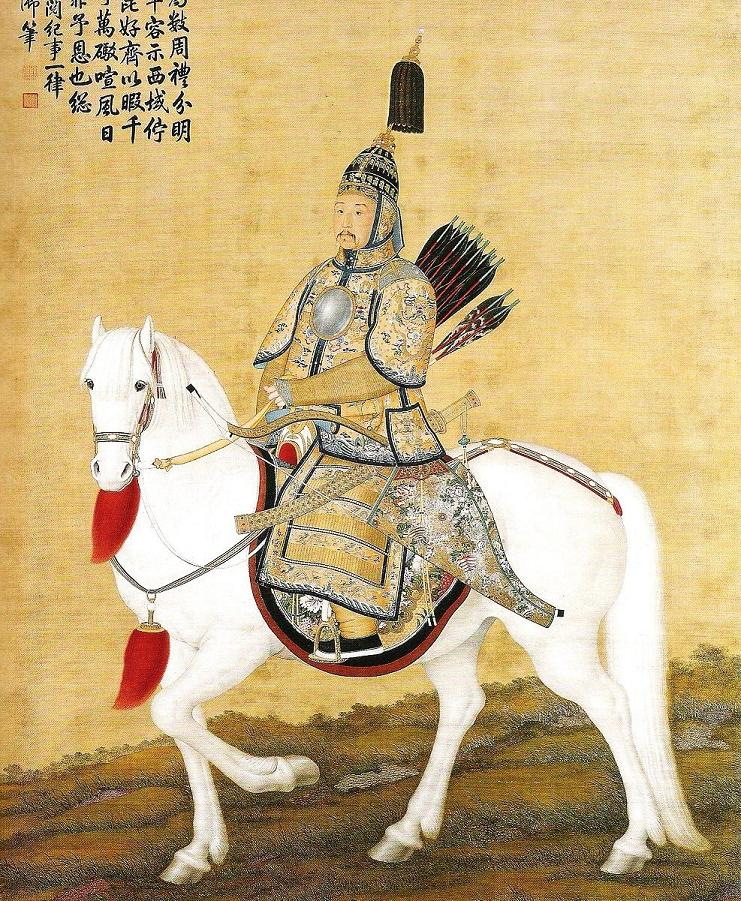
康熙帝戎装像

#### 平定三藩、明郑及反清势力
1673年，因为康熙帝决定削藩，导致平西王吴三桂起兵反清，其他二藩相繼響應，整个天下为之一动。三藩势力一时不可阻挡，清廷失去江南半壁江山。而康熙帝在孝庄太后的支持下，沉着应对，积极调兵遣将，三藩之亂最終在1681年被完全撲滅，而国家遭受了较大的损失，在四川、云南以及江西等地有不少人被殺害。

#### 平定台湾
1683年（康熙二十二年），时宪历五月，康熙採納了安溪大學士李光地的意見，授明鄭降將施琅為福建水师提督，时宪历八月丙辰，施琅攻克澎湖，郑克塽和刘国轩等上奏歸降。
康熙二十二年八月...庚子...戊辰，施琅疏报师入台湾，郑克塽率其属刘国轩等迎降，台湾平。 ——清史稿 卷七

#### 发展军备
康熙年間，由於戰爭連年不絕，平定三藩之亂以及抵禦外來侵略的需要大量製造火器，無論是造炮規模、數量、種類，還是火砲的性能和製造技術，都達到了前所未有的水平。同時，清朝所造的大小銅、鐵炮達905門之多，而其中半數以上由南懷仁負責設計監造，就品質而言，其「工藝之精湛，造型之美觀，炮體之堅固，均為後朝所莫及」。康熙三十五年（1696年），在對準噶爾部噶爾丹的昭莫多之戰中，發揮了重要作用。
清朝初年一時間湧現出許多熱心武器裝備、致力於引進和仿造西方火器的技術專家。如戴梓就是一位在中國最早製造出具有較高射擊速度的管形火器專家，這種火器稱為“連珠火銃”。戴梓仿鑄技術比南懷仁更為高超，亦成功地仿造了沖天炮“南懷仁謂沖天炮出其國，造之一年不成。上命先生造，八日成，上大悅，率群臣親試之，即封炮為威遠將軍，鐫治法官名，以示不朽。沖天炮，子在母腹，母送子出，從天而下，片片碎裂，銳不可當。後征噶爾靼，以三砲墜其營，遂大捷”。文獻記載的“連珠火銃”與故宮所藏的一支康熙年間外國進獻的火槍十分相似，然而在因为冲天炮事件中得罪了南怀仁，被诬陷“私通东洋”，康熙将戴梓流放到了盛京（今沈阳）。
乌兰布通之战后，康熙帝更加重视在战争中发挥火器的战斗威力，使火器营成为清军八旗兵的新的战斗编成。清军最早装备火器的是汉军八旗，随着战事频繁，满洲、蒙古八旗亦迅速装备了火器。至康熙二十二年，在每旗专设一营操练鸟枪。康熙三十年始选满洲、蒙古习火器之兵组建火器营。设鸟枪护军、鸟枪马甲和炮甲三种营兵，满洲、蒙古八旗每佐领下设鸟枪护军3人，鸟枪马甲4人，炮甲1人，共7395人。由於西方經典彈道理論在戰鬥人員中逐漸普及，火器命中率的提高，極大地提高了火力武器的殺傷力。因此，火器在康熙以後不僅成為八旗的主要武器裝備，而且清軍還產生了更專門的火器營的戰鬥編成，完全改變了清軍以騎射為主的傳統作戰方式。

### 文化

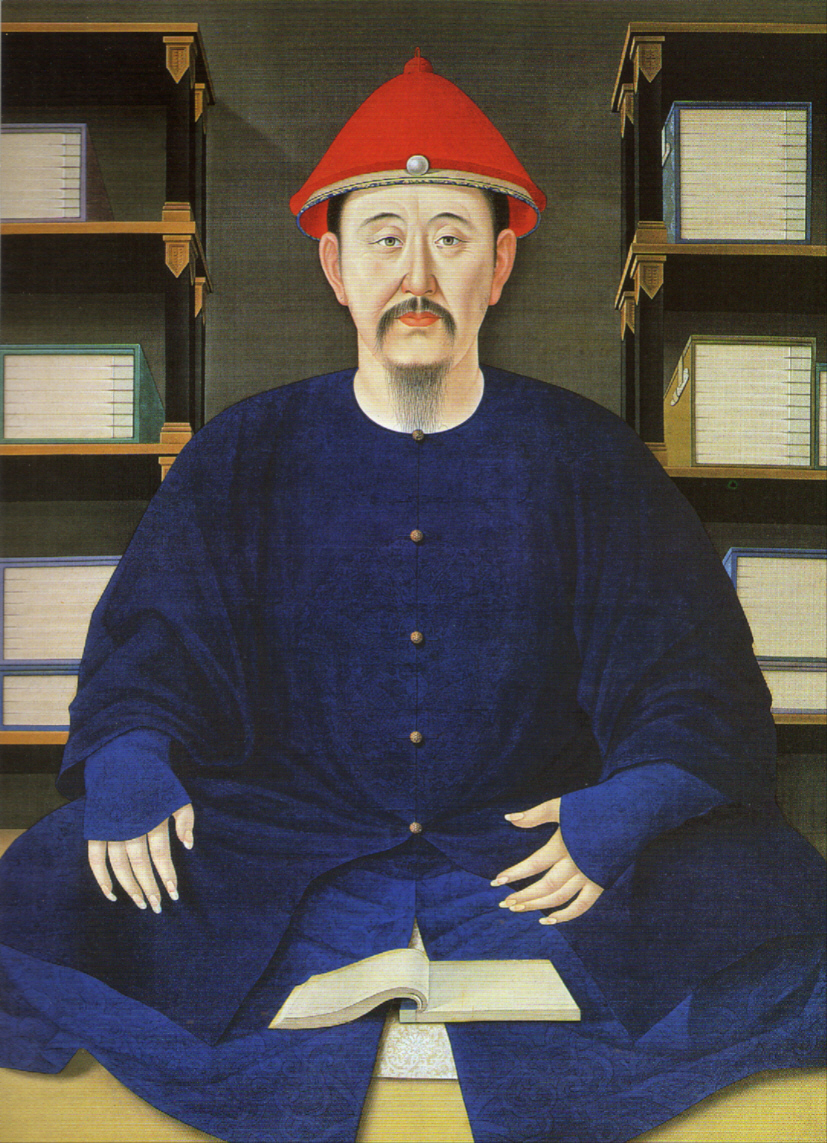
1699年康熙帝读书像（45岁）

#### 崇尚儒学
康熙崇尚儒学，尤其是程朱理学。他曾多次举办博学鸿儒科，创建了南书房制度，并亲临曲阜拜谒孔庙。康熙还组织编辑与出版了《康熙字典》、《古今图书集成》、《曆象考成》、《数理精蕴》、《康熙永年历法》、《康熙皇舆全览图》等图书、历法和地图。

#### 宗教
康熙對於宗教基本上是寬容的，不僅僅是漢傳佛教，或者滿洲的藏傳佛教、薩滿教信仰，还褒封道教白云观方丈王常月，并皈依于门下。他甚至也時常聽天主教耶穌會傳教士南懷仁等人講道。直到他发现聖座试图干预中國政治，并且皇子信仰基督宗教后以此作为争权夺利的工具，遂开始有所抵制天主教，即中國禮儀之爭。

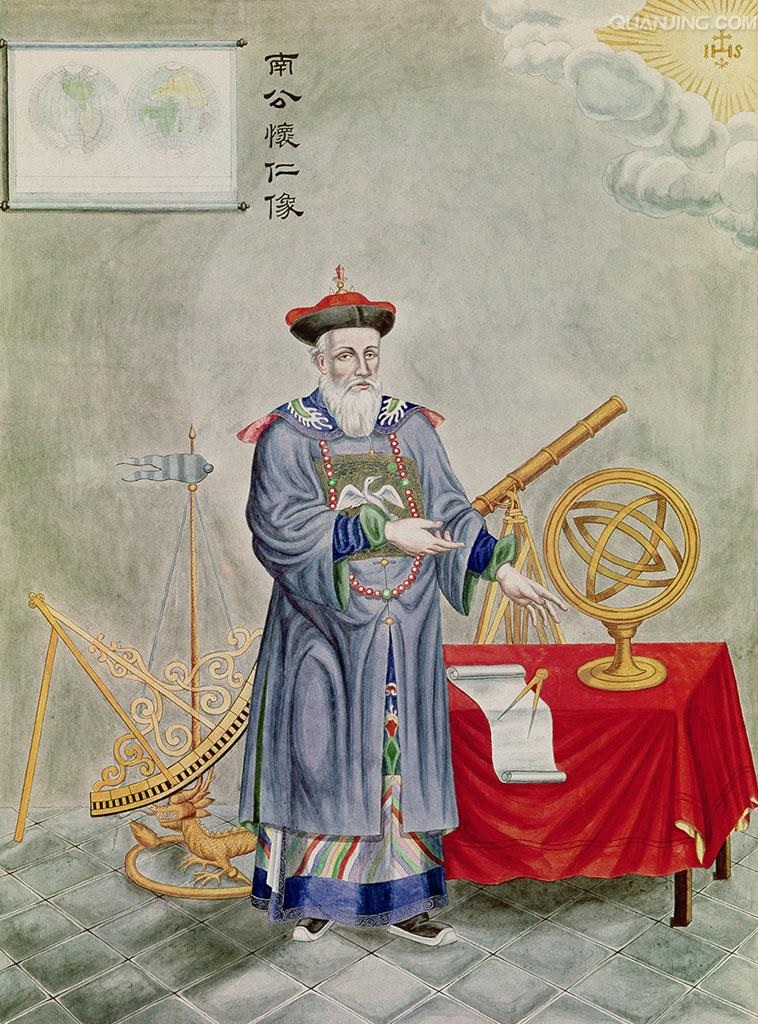
耶稣会传教士南懷仁

#### 文字狱
文字狱在康熙执政时期尚属个例。康熙晚年利用戴南山（戴名世）的南山案文字獄事件，株連甚多，來抑制漢族士大夫的反叛思想，不过此案最后只斩戴名世一人。

#### 科学
康熙是中国历史上少有的重视自然科学的皇帝，对西方文化也十分感兴趣，自身具有相当高的科学素养，向来华传教士学习代数、几何、天文、医学等方面的知识，并颇有著述。例如：曾从南怀仁学习欧几里得《几何原本》並且每天听讲。后来又学习西方的测量、天文、物理和医学等知识，并在宫中设置了研究化学和药学的实验室。康熙因南怀仁督造火炮方面的功绩，一直对他优礼有加，而南怀仁等西方传教士也促进了伽利略的弹道理论在中国的传播。
康熙除了學習西方科技之外還會應用實踐，其最突出的是用科學方法和西方儀器繪製全國地圖。康熙亦會利用巡行和出兵之便，實地測量，吸取經驗。在康熙四十六年（1707年）委任耶穌會傳教士雷孝思、白晉、社德美及中國學者何國楝、明安圖等人走遍各省，運用當時最先進的經緯圖法、三角測量法、梯形投影技術等在全國大規模實地測量，並於康熙五十七年（1718年）繪製成《康熙皇輿全覽圖》，其作被稱為在當時世界地理學的最高成就，英國李約瑟亦稱之為不但是亞洲當時所有的地圖中最好的一幅，而且比當時的所有歐洲地圖都要好、更精確。
康熙還以巡視之便訪求民間的有才之士，例如將在數學方面有很大成就的梅毂成調進宮中培養深造。梅毂成亦通過學習西方數學知識，重新令在明朝被廢棄的中國古代數學受到重視。
由於康熙帝是中國歷代帝王中最重视科学、最提倡科学和最精通科学的人，故後代有很多评判和標籤加在他身上，他被視為有重大贡献的「科学家皇帝」，或被視為是「窒塞民智」的「罪魁祸首」。有學者及歷史學家認為，清朝中後期國力開始遠遠落後於西方，跟康熙晚年墨守成规和缺乏创新有關，故他应当为中国科技的落后状况负责任；此外，亦有學者認為，康熙由于自身的局限性，对當時的科学内容采取又用之又防之的手段，他又担心先进的西方科技一旦传开，将会极大的动摇以骑射起家的满清的统治，另外，康熙亦被批評阻礙了中國火器的發展。
此外，由於传教士们所宣扬的基督宗教教義与中国的传统文化观念之有很大的差异和分歧，故西學受當時中国各阶层保守人士竭力反对，清初保守派官员楊光先就強調「宁可使华夏无好历法，不可使中国有西洋人」，對傳播西學的傳教士表示不滿。面對士大夫的不滿情緒以及罗马教廷對中国文化礼俗的批評，作為中华文化正统的最高代表，康熙特意对理学名臣李光地、熊赐履等说：“汝等知西洋人渐渐作怪乎？将孔夫子亦骂了。予所以好待他者，不过是用其技艺耳。历算之学果然好。你们通是读书人，见外面地方官与知道理者，可俱道朕意。”希望借助他們剖白他为何使用传教士及其底线所在。與批評西學為「奇技淫巧」的守旧派官僚不同，願意学习和提倡西学的康熙对西学采取较开明的态度。

### 民族

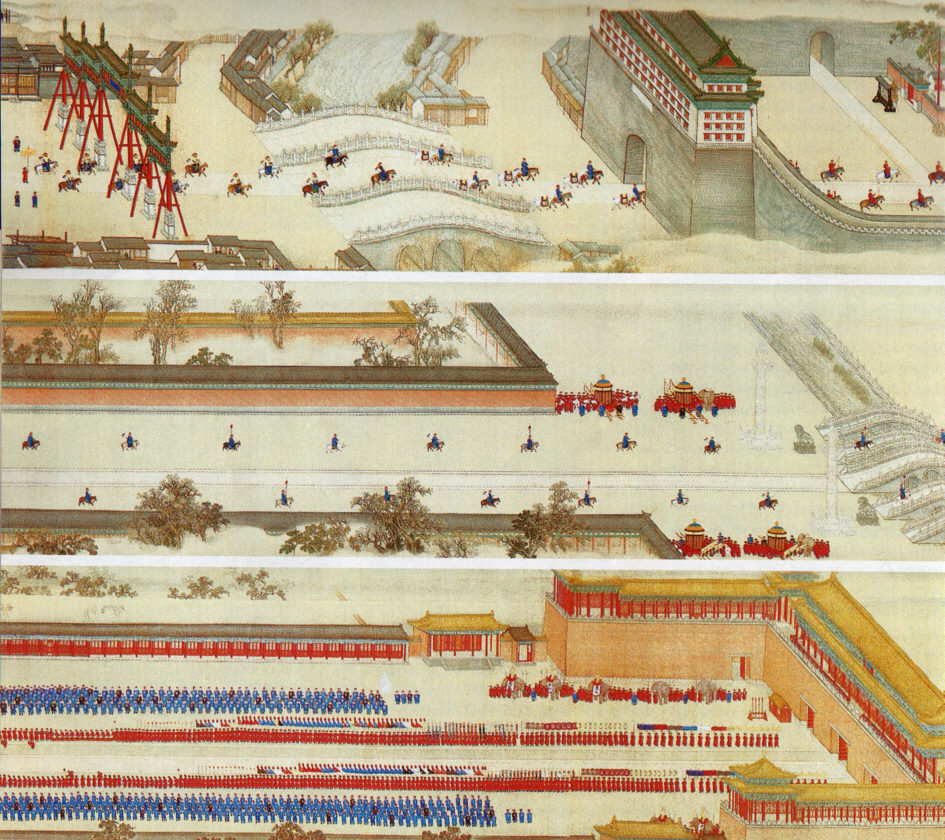
康熙帝南巡归朝图（局部）

康熙对国家的治理中对“汉学”传统的学习与推崇，从各方面接受并正确执行汉族政策，充分正视和运用“汉家”的传统意识，为开创鼎盛局面打下基础。但是康熙作为“天下之主”，为了维护清朝的根本利益，极力标榜“满汉一体”。但是，受本民族利益的驱使和民族情感的困扰，他往往自觉或不自觉地陷入偏徇满洲的境地，在噶礼和张伯行互参案中体现出来。
1690年至1697年多次擊敗准噶尔部噶尔丹，史稱三征噶爾丹。在雅克萨战役，康熙派遣黑龙江将军萨布素成功驱逐沙俄对黑龙江流域的侵略，收復了雅克薩城（舊稱阿爾巴津；現俄罗斯联邦斯科沃罗季诺）和尼布楚城（现俄罗斯联邦涅尔琴斯克）。他在京师东北的热河营建了避暑山莊，将其作为蒙古、西藏、哈萨克等部王公贵族觐见的场所，为清朝大肆的修建皇家园林开辟了先河。

### 外交

#### 中西交流
亦有史學家指出，康熙會欣賞和重用有才華的傳教士，西方先進的科學技術也被推崇和應用。康熙曾經委派傳教士闵明我返回歐洲招募人才，希望增進中西方科技文化交流。而民間與西方傳教士能夠互相交遊，西學在社會中得以自由傳播，亦指出分別由康乾皇帝敕輯的叢書《古今圖書集成》和《四庫全書》亦收錄了傳入中國的西方科學技術。
据传教士张诚（J. F. Gerbillon）的日记記載，康熙為了保護傳教士不被其他官員陷害而不准他們在有汉人和蒙古人的衙门裏翻译任何科学文献。18世纪康熙末期，因罗马教廷發出禁止中国人教徒祭祖的禁令而引发礼仪之争，促使清廷反制并下令“自今以后，若不遵利玛窦规矩，断不准在中国住，必逐回去”。
康熙帝时期在发生根特木兒事件后，中俄开始正式接触，签订了《尼布楚条约》以后，两国贸易逐渐繁荣。1715年，俄国东正教北京传道团首次来华，加强了两国经济、文化之间的交流。康熙晚年，因为俄商来华人数众多；更重要的是俄方一些行为违背了康熙关于安全、和平的原则，因而使中俄关系形势逆转。

#### 海外貿易
然而有文獻記載指出，在清朝康熙年間，原本閉關鎖國的中國逐漸向外界開放，並維持著國內、近鄰貿易以及歐洲貿易。甚至說「全歐洲的貿易量都無法跟巨大的中國貿易量相比」，並且形容中國的各個省就相當於歐洲的各個王國，它們各自擁有自己豐富且多種多樣的特產進行貿易，而且這傾向於聯盟保護的形式，在所有的城市裡也一樣，以至官員們在商業界裡都擁有自己的股份／分成，他們當中有部分人會將他們的金錢委託給值得信任的人打理以保證他們的資產在商業往來中取得成果，連平民百姓也可以從商業貿易中得益。同時記載了清朝市集的繁華程度和中外商家的貿易情況，又稱中國商人在交易時都很誠實可靠，跟日本、巴達維亞（今印尼雅加達）、馬尼拉以及歐洲也有貿易來往。当时日本對清朝康熙帝相当崇敬，尊之為“上國聖人”。《全球通史》裡亦指出，康熙時期中國的對外貿易急劇膨脹且發展快速，大量的茶葉、絲綢、棉布、瓷器和漆器經廣州口岸運往歐洲銷售。

## 评价

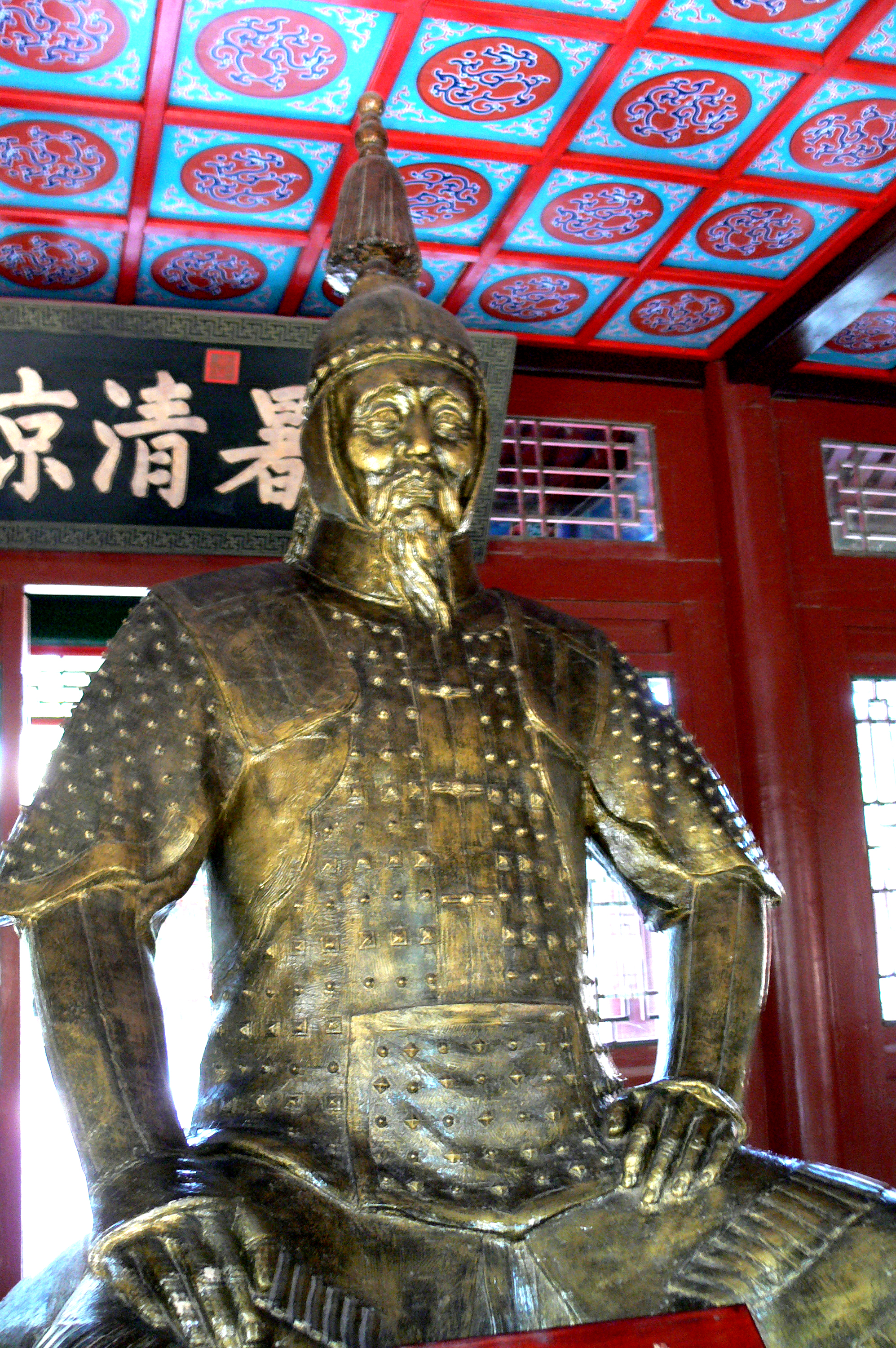
避暑山庄康熙帝铜像

《清史稿》：「聖祖仁孝性成，智勇天錫。早承大業，勤政愛民。經文緯武，寰宇一統，雖曰守成，實同開創焉。聖學高深，崇儒重道。幾暇格物，豁貫天人，尤為古今所未覯。而久道化成，風移俗易，天下和樂，克致太平。其雍熙景象，使後世想望流連，至於今不能已。傳曰：『為人君，止於仁。』又曰：『道盛德至善，民之不能忘。』於戲，何其盛歟！」
《嘯亭雜錄》：「仁皇天資純厚，遇事優容，每以寬大為政，不事溪刻。」
《全球通史》：「康熙有理由這樣自信。他統治的大清帝國是世界上最強大、最富庶的國家，就連那些自命不凡的歐洲來訪者都不得不承認這一點。」「他在『康熙』這一年號下，統治中國60多年，並成為17世紀的偉大人物。同時康熙又是一位卓越的軍事家，一位精細的管理者，一位淵博的學者。」「康熙曾有過幾回巡視，他不但視察公共工程、寬赦囚犯、聆聽民間疾苦，而且還親自審閱那些有志向的舉子的科考卷子。一位為此而吃驚的教士寫道：『康熙甚至會召見那些地位低下的勞工和農夫，並以一種友善可親的態度同他們交談，這使他深得人心。』也許是因為經常外出巡行，並能親臨下層，康熙學會了識別18個省中的13個省的方言。」
《劍橋中國清代前中期史》：「玄燁是中華帝國歷史上最偉大的統治者之一，他的統治時間不僅僅是最長的，而且也是最具有活力的，在中華帝國的歷史上更是最複雜的。也許同時他是冷酷而且粗心大意的，在判斷的時候會犯錯誤，但是他卻擁有敏銳的自我分析能力以及對帝國的使命感，這都標誌著他是少有的可以隨心所欲的改變人類歷史進程的人！而且被眾多歷史學家（包括中國，日本和西方的史家）所注意的是，康熙的統治可與俄國的彼得大帝以及法國的路易十四相媲美，而他們三人的共同特點標誌著前工業時代，傳統君主王權的最高階段。」「而且，康熙在很多事上，行事果斷，對於統治和文化做出了許多有益的事，而他的人品與品格則成為理解導致清朝秩序鞏固的眾多因素的入口點。」
南懷仁：「（康熙）親切地接近老百姓，力圖讓所有人都能看見自己，就像在北京時的慣例一樣，他諭令衛兵們不許阻止百姓靠近。所有的百姓，不管男女，都以為他們的皇帝是從天而降的，他們的目光中充滿異常的喜悅。為一睹聖容，他們不惜遠涉跑來此地，因為，對他們來講，皇帝親臨此地是從不曾有過的事情。皇帝也非常高興於臣民們赤誠的感情表露，他盡力撤去一切尊嚴的誇飾，讓百姓們靠近，以此向臣民展示祖先傳下來的樸質精神。」
白晉：「具備天下所有人的優點，在全世界的君主中，康熙帝應列為第一等的英主。」「康熙皇帝的孝順和感恩是如此罕見，他因此獲得了舉國百姓的尊敬和擁戴。」
金昌業：「以康熙之儉約，守汗寬簡之規模，抑商貿以勸農，節財用以愛民，其享五十年太平，宜矣！」
萊布尼茨：「現世皇帝康熙就是這麼一個空前偉大的君主。他對歐洲人頗懷好感，但起初還是不敢違法輔政臣僚的意願，以國家法規形式公開允准基督教在中國自由傳播。直到他親政之後，方才辦到這點。事實證明，正是康熙這一雄才大略才使得歐洲的技藝和科學更換地輸入中國。僅此而言，我認為康熙帝一個人比他所有的臣僚都更具遠見卓識。我之所以視他為英明的偉人，因為他把歐洲的東西與中國的東西結合起來了。」
伏爾泰：「北京的耶穌會教士，由於精通曆算而博得康熙皇帝的歡心，以致這位以善良仁慈、行高德美而馳名遐邇的君主，准許他們在中國傳教，並公開講授基督教義。」
馬戛爾尼：「時至今日，正如耶穌會的傳教士們所講，康熙皇帝對科技有很濃厚的興趣，但無論如何他的後世子孫並沒有繼承他的這一優點，甚至也沒有繼承他的其他優秀品質與聰明才智；因為現在他們的國家政策與王室的虛榮感正在共同牴觸著我們所表現出的優秀傑出方面的一切事物，儘管他們毫不懷疑我們的卓越，但是他們還是沒有學習會如何利用這些（先進的科技）。」
曾國藩：「我朝六祖一宗，集大成於康熙。而雍乾以後，英賢輩出，皆若沐聖祖之教，此在愚氓亦似知之。其所以然者，雖大智莫能名也。」「凡前聖所稱至德納行，范無一而不備。上而天象、地輿、歷算、音樂、考禮、行師、刑律、農政，下至射御、醫藥、奇門、王遁，滿蒙、西域、外洋之文書字母，殆無一而不通，且無一不創立新法，別啟律途。後來高才絕藝，終莫能出其範圍。」
梁啓超：「清聖祖尤篤嗜，召西士南懷仁等供奉內廷。風聲所被，嚮慕尤眾。」「康熙帝是比較有自由思想的人。他早年間興文字之獄，大抵都是他未親政之前的事……本身卻是廓達大度的人，不獨政治上常采寬仁之義，對於學問，亦有宏納眾流氣象。試圖他《庭訓格言》，便可以窺見一斑了。所以康熙朝學者，沒有什麼顧忌，對於各種問題，可以自由研究。」
呂思勉：「聖祖是個聰明特達的君主。他樂於求學，勤於辦事。於天文、地理、律歷、算術……學問，多所通曉。又頗能採用西洋的學問。……他能勵精圖治，確是實在的。……他能儉於用財，也確是真的。所以當三藩平後，國內已無戰事，政治亦頗清明，百姓就得以休養生息。」
蔡東藩：「自古藩鎮，鮮有不生變者。撤亦反，不撤亦反；與其遲撤而養旤益深，不若早撤而除患較易。清聖祖力主撤藩，正英斷有為之主。洎乎倉卒告警，舉朝震動，聖祖獨從容遣將，
田淼：「康熙作為一代有作為的封建帝王，在政務之餘，花費了大量時間和精力研習西方數學和天文學知識，為西方數學在中國的傳播和中國數學的發展做出了非常大的貢獻，不能不說是非常可貴的。」

高陽：「與唐太宗均是第一流的君主，其個人修養和道德言行也是無可挑剔。論述缺點時，謂其晚年因傳位而至吏治漸壞。」
钱宗范：「他一生勤奮好學，博覽群書。自然科學方面的數學、天文、曆法、物理、地理、農學、醫學、工程技術；人文方面的經、史、子、集；藝術方面的聲律、書法、詩畫。他幾乎都有所研究。他寫出了八九十篇關於自然科學方面的論著，他親自審定了多種歷史方面的書籍，他還精通多種民族語言。」
邵力子：「康熙本人儘管對西方科技感興趣，但他卻絲毫不打算將這種興趣向官員和民眾推廣。對於西洋傳來的學問，他似乎只想利用，只知欣賞，而從不注意造就人才，更不注意改變風氣。」
杨启樵：“康熙宽大，乾隆疏阔，要不是雍正的整饬，清朝恐早衰亡。”
毛澤東：清朝开始的几位皇帝都很有本事的，尤其是康熙皇帝，有三大贡献。

## 轶事典故

### 刻苦学习
康熙帝幼年继位，立志“为治天下而学”，终身好学不倦，同时勤习骑射，弓马娴熟，体格健壮。其中，刻苦的学习精神和良好的读书方法对他治国理政具有不可替代的作用。康熙从少年时代开始直到晚年，对古代书家作品的学习都不曾间断。《石渠宝笈》和《佩文斋书画谱》著录了较多康熙对古代书迹的题跋。

### 养生与美食
康熙帝也是一位重视自然科学、精通医道的养生家，相传，八宝豆腐和康熙帝也有渊源。但是康熙晚年多病缠身，还患有高脂血症，这多少与他的饮食失衡有关。

### 書法造詣
康熙帝在書法中是造詣最深的一位皇帝。康熙帝在早期臨摹不少書法家的作品，其中以董其昌与米芾的書法為主。有不少題跋與匾額等為康熙帝所撰寫，最著名的包括康熙帝所書寫的“福”字，被譽為“天下第一福”。

## 家族
| \| \| \| \| \| \| \| \| \| \| \| \| \| \| \| \| \| \| \| \| 高祖父：（追尊）显祖宣皇帝塔克世 \| \| \| \| \| \| \| \| \| \| \| \| \| \| \| \| \| \| \| \| \| \| \| \| \| \| \| \| \| \| \| \| \| \| \| \| \| \| \| \| \| \| \| \| \| \| \| \| \| \| \| \| \| \| 曾祖父：（追尊）太祖高皇帝努尔哈赤 \| \| \| \| \| \| \| \| \| \| \| \| \| \| \| \| \| \| \| \| \| \| \| \| \| \| \| \| \| \| \| \| \| \| \| \| \| \| \| \| \| \| \| \| \| \| \| \| \| \| \| \| \| \| 高祖母：（追尊）宣皇后喜塔腊氏 \| \| \| \| \| \| \| \| \| \| \| \| \| \| \| \| \| \| \| \| \| \| \| \| \| \| \| \| \| \| \| \| \| \| \| \| \| \| \| \| \| \| \| \| \| \| \| \| \| \| \| \| \| \| 祖父：太宗文皇帝皇太极 \| \| \| \| \| \| \| \| \| \| \| \| \| \| \| \| \| \| \| \| \| \| \| \| \| \| \| \| \| \| \| \| \| \| \| \| \| \| \| \| \| \| \| \| \| \| \| \| \| \| \| \| \| \| 外高祖父：叶赫部贝勒杨吉砮 \| \| \| \| \| \| \| \| \| \| \| \| \| \| \| \| \| \| \| \| \| \| \| \| \| \| \| \| \| \| \| \| \| \| \| \| \| \| \| \| \| \| \| \| \| \| \| \| \| \| \| \| \| \| 曾祖母：（追尊）孝慈高皇后孟古哲哲 \| \| \| \| \| \| \| \| \| \| \| \| \| \| \| \| \| \| \| \| \| \| \| \| \| \| \| \| \| \| \| \| \| \| \| \| \| \| \| \| \| \| \| \| \| \| \| \| \| \| \| \| \| \| 父：世祖章皇帝福临 \| \| \| \| \| \| \| \| \| \| \| \| \| \| \| \| \| \| \| \| \| \| \| \| \| \| \| \| \| \| \| \| \| \| \| \| \| \| \| \| \| \| \| \| \| \| \| \| \| \| \| \| \| \| 外高祖父：科尔沁部福亲王莽古斯 \| \| \| \| \| \| \| \| \| \| \| \| \| \| \| \| \| \| \| \| \| \| \| \| \| \| \| \| \| \| \| \| \| \| \| \| \| \| \| \| \| \| \| \| \| \| \| \| \| \| \| \| \| \| 外曾祖父：科尔沁部忠亲王寨桑 \| \| \| \| \| \| \| \| \| \| \| \| \| \| \| \| \| \| \| \| \| \| \| \| \| \| \| \| \| \| \| \| \| \| \| \| \| \| \| \| \| \| \| \| \| \| \| \| \| \| \| \| \| \| 祖母：孝莊文皇后本布泰 \| \| \| \| \| \| \| \| \| \| \| \| \| \| \| \| \| \| \| \| \| \| \| \| \| \| \| \| \| \| \| \| \| \| \| \| \| \| \| \| \| \| \| \| \| \| \| \| \| \| \| \| \| \| 外曾祖母：忠亲王贤妃 \| \| \| \| \| \| \| \| \| \| \| \| \| \| \| \| \| \| \| \| \| \| \| \| \| \| \| \| \| \| \| \| \| \| \| \| \| \| \| \| \| \| \| \| \| \| \| \| \| \| \| \| \| \| 圣祖仁皇帝玄烨 \| \| \| \| \| \| \| \| \| \| \| \| \| \| \| \| \| \| \| \| \| \| \| \| \| \| \| \| \| \| \| \| \| \| \| \| \| \| \| \| \| \| \| \| \| \| \| \| \| \| \| \| \| \| 外高祖父：佟遽[65] \| \| \| \| \| \| \| \| \| \| \| \| \| \| \| \| \| \| \| \| \| \| \| \| \| \| \| \| \| \| \| \| \| \| \| \| \| \| \| \| \| \| \| \| \| \| \| \| \| \| \| \| \| \| 外曾祖父：游击世职忠烈一等公佟养真 \| \| \| \| \| \| \| \| \| \| \| \| \| \| \| \| \| \| \| \| \| \| \| \| \| \| \| \| \| \| \| \| \| \| \| \| \| \| \| \| \| \| \| \| \| \| \| \| \| \| \| \| \| \| 外祖父：都统勤襄一等公佟图赖 \| \| \| \| \| \| \| \| \| \| \| \| \| \| \| \| \| \| \| \| \| \| \| \| \| \| \| \| \| \| \| \| \| \| \| \| \| \| \| \| \| \| \| \| \| \| \| \| \| \| \| \| \| \| 母：孝康章皇后佟佳氏 \| \| \| \| \| \| \| \| \| \| \| \| \| \| \| \| \| \| \| \| \| \| \| \| \| \| \| \| \| \| \| \| \| \| \| \| \| \| \| \| \| \| \| \| \| \| \| \| \| \| \| \| \| \| 外祖母：一品夫人覺羅氏 \| \| \| \| \| \| \| \| \| \| \| \| \| \| \| \| \| \| \| \| \| \| \| \| \| \| \| \| \| \| \| \| \| \| \| \| \| \| \| \| \| \| \| \| \| \| \| \| \| \| \| \| |                                    |  |  |  |  |  |  |  |  |  |  |  |  |  |  |  |
| |                                    |  |  |  |  |  |  |  |  |  |  |  |  |  |  |  |
| | 高祖父：（追尊）显祖宣皇帝塔克世   |  |  |  |  |  |  |  |  |  |  |  |  |  |  |  |
| |                                    |  |  |  |  |  |  |  |  |  |  |  |  |  |  |  |
| |                                    |  |  |  |  |  |  |  |  |  |  |  |  |  |  |  |
| | 曾祖父：（追尊）太祖高皇帝努尔哈赤 |  |  |  |  |  |  |  |  |  |  |  |  |  |  |  |
| |                                    |  |  |  |  |  |  |  |  |  |  |  |  |  |  |  |
| |                                    |  |  |  |  |  |  |  |  |  |  |  |  |  |  |  |
| | 高祖母：（追尊）宣皇后喜塔腊氏     |  |  |  |  |  |  |  |  |  |  |  |  |  |  |  |
| |                                    |  |  |  |  |  |  |  |  |  |  |  |  |  |  |  |
| |                                    |  |  |  |  |  |  |  |  |  |  |  |  |  |  |  |
| | 祖父：太宗文皇帝皇太极             |  |  |  |  |  |  |  |  |  |  |  |  |  |  |  |
| |                                    |  |  |  |  |  |  |  |  |  |  |  |  |  |  |  |
| |                                    |  |  |  |  |  |  |  |  |  |  |  |  |  |  |  |
| | 外高祖父：叶赫部贝勒杨吉砮         |  |  |  |  |  |  |  |  |  |  |  |  |  |  |  |
| |                                    |  |  |  |  |  |  |  |  |  |  |  |  |  |  |  |
| |                                    |  |  |  |  |  |  |  |  |  |  |  |  |  |  |  |
| | 曾祖母：（追尊）孝慈高皇后孟古哲哲 |  |  |  |  |  |  |  |  |  |  |  |  |  |  |  |
| |                                    |  |  |  |  |  |  |  |  |  |  |  |  |  |  |  |
| |                                    |  |  |  |  |  |  |  |  |  |  |  |  |  |  |  |
| | 父：世祖章皇帝福临                 |  |  |  |  |  |  |  |  |  |  |  |  |  |  |  |
| |                                    |  |  |  |  |  |  |  |  |  |  |  |  |  |  |  |
| |                                    |  |  |  |  |  |  |  |  |  |  |  |  |  |  |  |
| | 外高祖父：科尔沁部福亲王莽古斯     |  |  |  |  |  |  |  |  |  |  |  |  |  |  |  |
| |                                    |  |  |  |  |  |  |  |  |  |  |  |  |  |  |  |
| |                                    |  |  |  |  |  |  |  |  |  |  |  |  |  |  |  |
| | 外曾祖父：科尔沁部忠亲王寨桑       |  |  |  |  |  |  |  |  |  |  |  |  |  |  |  |
| |                                    |  |  |  |  |  |  |  |  |  |  |  |  |  |  |  |
| |                                    |  |  |  |  |  |  |  |  |  |  |  |  |  |  |  |
| | 祖母：孝莊文皇后本布泰             |  |  |  |  |  |  |  |  |  |  |  |  |  |  |  |
| |                                    |  |  |  |  |  |  |  |  |  |  |  |  |  |  |  |
| |                                    |  |  |  |  |  |  |  |  |  |  |  |  |  |  |  |
| | 外曾祖母：忠亲王贤妃               |  |  |  |  |  |  |  |  |  |  |  |  |  |  |  |
| |                                    |  |  |  |  |  |  |  |  |  |  |  |  |  |  |  |
| |                                    |  |  |  |  |  |  |  |  |  |  |  |  |  |  |  |
| | 圣祖仁皇帝玄烨                     |  |  |  |  |  |  |  |  |  |  |  |  |  |  |  |
| |                                    |  |  |  |  |  |  |  |  |  |  |  |  |  |  |  |
| |                                    |  |  |  |  |  |  |  |  |  |  |  |  |  |  |  |
| | 外高祖父：佟遽                     |  |  |  |  |  |  |  |  |  |  |  |  |  |  |  |
| |                                    |  |  |  |  |  |  |  |  |  |  |  |  |  |  |  |
| |                                    |  |  |  |  |  |  |  |  |  |  |  |  |  |  |  |
| | 外曾祖父：游击世职忠烈一等公佟养真 |  |  |  |  |  |  |  |  |  |  |  |  |  |  |  |
| |                                    |  |  |  |  |  |  |  |  |  |  |  |  |  |  |  |
| |                                    |  |  |  |  |  |  |  |  |  |  |  |  |  |  |  |
| | 外祖父：都统勤襄一等公佟图赖       |  |  |  |  |  |  |  |  |  |  |  |  |  |  |  |
| |                                    |  |  |  |  |  |  |  |  |  |  |  |  |  |  |  |
| |                                    |  |  |  |  |  |  |  |  |  |  |  |  |  |  |  |
| | 母：孝康章皇后佟佳氏               |  |  |  |  |  |  |  |  |  |  |  |  |  |  |  |
| |                                    |  |  |  |  |  |  |  |  |  |  |  |  |  |  |  |
| |                                    |  |  |  |  |  |  |  |  |  |  |  |  |  |  |  |
| | 外祖母：一品夫人覺羅氏             |  |  |  |  |  |  |  |  |  |  |  |  |  |  |  |
| |                                    |  |  |  |  |  |  |  |  |  |  |  |  |  |  |  |
| |                                    |  |  |  |  |  |  |  |  |  |  |  |  |  |  |  |

### 兄弟姐妹

#### 兄弟
| 姓名 | 封號、諡號 | 生母           | 備註                                             |
| ---- | ---------- | -------------- | ------------------------------------------------ |
| 牛钮 |            | 庶妃巴氏       | 大哥，早殤                                       |
| 福全 | 裕亲王     | 庶妃董鄂氏     | 二哥                                             |
|      | 榮親王     | 端敬皇后董鄂氏 | 四弟，（順治十四年立為皇太子，未取名，不久即逝） |
| 常宁 | 恭亲王     | 庶妃陳氏       | 五弟                                             |
| 奇綬 |            | 庶妃唐氏       | 六弟                                             |
| 隆禧 | 純親王     | 庶妃鈕氏       | 七弟                                             |
| 永幹 |            | 庶妃穆克圖氏   | 八弟                                             |

#### 姊妹
| 封號、諡號     | 出生年                                                       | 生母       | 備註   |
| -------------- | ------------------------------------------------------------ | ---------- | ------ |
|                | （1652～1653），顺治九年三月十五生，顺治十年十月殇。         | 庶妃陈氏   | 皇长女 |
| 和硕恭悫长公主 | （1653～1685）                                               | 庶妃杨氏   | 皇二女 |
|                | （1653～1658），顺治十年十二月十三生，顺治十五年三月殇。     | 庶妃巴氏   | 皇三女 |
|                | （1654～1661），顺治十一年十二月初二生，顺治十八年三月殇。   | 庶妃乌苏氏 | 皇四女 |
|                | （1654～1660），顺治十一年十二月二十生，顺治十七年十二月殇。 | 庶妃巴氏   | 皇五女 |
|                | （1657～1661），顺治十四年十月初六生，顺治十八年二月殇。     | 庶妃那拉氏 | 皇六女 |

#### 堂姊妹（父亲养女）
| 封號、諡號   | 出生年             | 生父             |
| ------------ | ------------------ | ---------------- |
| 和硕和顺公主 | （1648年－1691年） | 承泽亲王硕塞女。 |
| 和硕柔嘉公主 | （1652年－1673年） | 安郡王岳乐女。   |
| 固伦端敏公主 | （1653年－1729年） | 简亲王济度次女。 |

### 妃

#### 皇后
| 封號、諡號         | 備註 |
| ------------------ | --- |
| 孝诚仁皇后赫舍里氏 | 輔政大臣之首，文忠公索尼孫女，领侍卫内大臣，一等公噶布喇之女，康熙四年与康熙帝大婚，生下兩子（嫡長子承祜、嫡次子胤礽），康熙十三年，生皇太子胤礽時，皇后难产駕崩。               |
| 孝昭仁皇后钮祜禄氏 | 輔臣遏必隆之女，鳌拜义女，康熙十六年八月封皇后；康熙十七年二月逝世。 |
| 孝懿仁皇后佟佳氏   | 國舅佟國維之女，生母孝康章皇后之姪女，康熙帝之表妹，康熙十七年獲賜胤禛為養子，康熙二十年封皇贵妃，康熙二十二年六月十九生皇八女早夭，康熙二十八年病危封皇后，次日病逝。弟隆科多。 |
| 孝恭仁皇后乌雅氏   | 康熙十八年封德嫔，二十年晋德妃，康熙死后尊為皇太后，生三子三女（胤禛、胤禵、胤祚、固伦温宪公主及二佚名皇女）。                                                                   |

#### 皇貴妃
| 封號、諡號         | 備註 |
| ------------------ | --- |
| 悫惠皇贵妃佟佳氏   | 孝懿仁皇后的妹妹。雍正帝尊为皇考皇贵妃，乾隆帝晉升其徽號和太妃之位为寿祺皇贵太妃。乾隆八年薨，年七十六，谥號为悫惠皇贵妃。 |
| 惇怡皇贵妃瓜尔佳氏 | 侍奉康熙时为和妃，雍正帝尊为皇考贵妃，乾隆帝晉升其徽號和太妃之位为温惠皇贵太妃，乾隆三十三年薨，年八十六。生一女，殇。谥號為惇怡皇贵妃。                                                                                           |
| 敬敏皇贵妃章佳氏   | 一子，胤祥，生二女，下嫁仓津多尔济。雍正帝因胤祥之故，將其生母敏妃追封尊為皇考敬敏皇貴妃，並將已下葬的敏妃金棺從妃園寢起出，祔葬皇考康熙景陵地宮，開了清朝皇貴妃陪葬的先例。雖然敏妃葬入帝陵，經考其祭祀規格仍同於此前妃時之水平。 |

#### 貴妃
| 封號、諡號       | 備註                                       |
| ---------------- | ------------------------------------------ |
| 温僖贵妃钮祜禄氏 | 孝昭仁皇后的妹妹，一子，胤䄉，一女，夭折。 |

#### 妃
| 封號、諡號       | 備註 |
| ---------------- | --- |
| 平妃赫舍里氏     | 孝诚仁皇后的妹妹，生皇子胤禨。清初重臣王熙稱赫舍里氏為貴妃，因此宮中諸人應視赫舍里氏為貴妃身份，但其未正式冊封。赫舍里氏死後正式追封僅為妃，原因應是其尚未履行貴妃職責，而且未正式獲得貴妃名號。 |
| 顺懿密妃王氏     | 初为密嫔，雍正帝尊封为皇考密妃，乾隆帝尊封為皇祖順懿密太妃。三子，胤禑、胤禄、胤祄，胤祄八岁夭折。                                                                                               |
| 纯裕勤妃陈氏     | 二等侍衛陳希閔之女，康熙五十七年十二月冊為勤嫔，雍正帝尊封为皇考勤妃，乾隆帝尊封為皇祖純裕勤太妃。一子，胤礼。                                                                                   |
| 惠妃那拉氏       | 郎中索爾和之女，初為庶妃。康熙十六年八月封為惠嬪，二十年十二月晉惠妃。生二子，承庆、胤禔，胤禩年幼時也由惠妃扶養。                                                                               |
| 宜妃郭络罗氏     | 滿洲正藍旗人，佐領三官之女。康熙十六年八月二十二日冊封宜嬪，二十二年十二月二十日晉封為宜妃。三子，胤祺、胤禟、胤禌。                                                                             |
| 荣妃马佳氏       | 員外郎蓋山之女。生有五子一女，其中只有胤祉成人，一女固伦荣宪公主下嫁乌尔衮。 |
| 定妃万琉哈氏     | 閨名妞妞，康熙时为定嫔，雍正帝尊为皇考定妃，后来随儿子履亲王胤祹住，轮到自己的生日的时候，还会被迎进宫去祝贺，但再未进尊封，薨时九十七岁。她也是康熙诸妃中最长寿。                               |
| 宣妃博尔济吉特氏 | 孝莊文皇后親弟滿珠習禮之子科爾沁達爾漢親王之女，顺治帝悼妃的侄女，孝莊文皇后的姪孫女，无子。 |
| 成妃戴佳氏       | 司庫卓奇之女，康熙五十七年十二月封為成妃，一子，胤祐。 |
| 良妃卫氏         | 閨名雙姐，康熙三十九年初封為嬪，一子，胤禩。 |
| 慧妃博尔济吉特氏 | 科爾沁三等台吉阿郁錫之女，也是清聖祖的遠房表姑。 |

#### 嬪
| 封號、諡號   | 備註 |
| ------------ | --- |
| 安嬪李氏     | 總兵官剛阿岱之女。康熙十六年八月，冊為安嬪。李氏未葬入妃園寢。 |
| 敬嬪王佳氏   | 護軍參領華善之女。康熙十六年八月，冊為敬嬪。王佳氏未葬入妃園寢。 |
| 端嬪董氏     | 員外郎董達齊女。康熙十年，生皇二女。康熙十六年八月，冊為端嬪。康熙四十六年仍為端嬪。康熙五十九年九月初九日奉安。 |
| 僖嫔赫舍里氏 | 賚山之女。康熙十六年八月，冊為僖嬪。康熙四十一年壬午九月卒。康熙四十四年二月初九日奉安。 |
| 通嫔那拉氏   | 監生常素代之女。康熙二十年，生皇十女固倫純愨公主。雍正二年六月，雍正晉尊為皇考通嬪。乾隆九年甲子六月二十三日卒，乾隆十年十月十六日奉安。 |
| 襄嫔高氏     | 閨名在儀。高廷秀之女。初為庶妃，康熙四十一年，生皇十九子允禝。康熙四十二年，生皇十九女，皆在三歲早夭。康熙四十五年，生皇二十子簡靜貝勒允禕。康熙六十一年十二月，雍正晉尊為皇考貴人。乾隆元年十二月，乾隆晉尊為皇祖襄嬪。乾隆十一年丙寅六月二十八日卒，七月十六日奉安。 |
| 谨嫔色赫图氏 | 員外郎多爾濟之女。初為庶妃，康熙五十二年，生皇二十二子恭勤貝勒允祜。康熙六十一年十二月，雍正晉尊為皇考貴人。乾隆元年十二月，乾隆晉尊為皇祖謹嬪。乾隆四年己未三月十六日卒，同年九月二十六日奉安。                                                                       |
| 静嫔石氏     | 石懷玉之女。初為庶妃，康熙五十二年，生皇二十三子鎮國公允祁。六十一年十二月，雍正晉尊為皇考貴人。乾隆元年十二月，乾隆晉尊為皇祖靜嬪。乾隆二十三年戊寅六月初六日卒，乾隆二十四年三月二十二日奉安。                                                                       |
| 熙嫔陈氏     | 陳玉卿之女。初為庶妃，康熙五十年，生皇二十一子慎靖郡王允禧。六十一年十二月，雍正晉尊為皇考貴人。乾隆元年十二月，乾隆晉尊為皇祖熙嬪。明年丁巳正月初二日卒，同年四月十二日奉安。                                                                                         |
| 穆嫔陈氏     | 陳岐山之女。初為庶妃，康熙五十五年，生皇二十四子諴親王允祕。六十一年十二月，雍正晉尊為皇考貴人。雍正五年十一月庚午卒，十二月初四日奉安。乾隆元年十二月，乾隆追尊為皇祖穆嬪。                                                                                           |

#### 贵人
| 封號、諡號   | 備註 |
| ------------ | --- |
| 贵人郭络罗氏 | 宜妃之姐。康熙十八年，生皇六女固倫恪靖公主。康熙二十二年，生皇子允䄔。郭絡羅氏於康熙五十六年正月前，即布貴人兆佳氏死前已故，由內務府的奏摺可見，郭絡羅氏的喪葬禮儀同嬪位。                                                                 |
| 布贵人兆佳氏 | 布贵人亦稱作卜貴人。參領塞克塞赫之女。康熙十三年，生皇五女和碩端靜公主。康熙四十六年已為布常在。康熙五十六年正月十一日亥时卒，兆佳氏的喪葬禮儀同嬪位。                                                                                     |
| 袁貴人袁氏   | 康熙二十八年，生皇十四女和碩愨靖公主。康熙五十八年八月十二日病逝於景山，为袁常在。移送、安放、掃墓諸事依新貴人之例。 |
| 伊貴人易氏   | 雍正六年戊申卒。雍正七年八月二十五日卯時，伊贵人葬入妃园寝。 |
| 白貴人陳氏   | 陳秀之女。康熙五十七年二月初一日午時，生皇子胤禐，同日胤禐夭折。雍正至乾隆三十多年間仍在檔案出現。白貴人陳氏與穆嬪實為一人。 |
| 貴人納喇氏   | 那丹珠之女，無所出。 |
| 貴人納喇氏   | 驍騎校昭格之女。《愛新覺羅宗譜》称纳喇氏是萬黼、胤禶的生母。 |
| 新貴人       | 亦稱作辛貴人、忻貴人。康熙四十六年已為新常在。康熙五十五年二月初五日卒。康熙五十八年十二月初九日未时，新貴人葬入妃园寝。 |
| 馬貴人       | 亦稱作瑪貴人，康熙五十五年前卒。因来不及制擺馬貴人的喪儀，故康熙帝命令取用榮妃之儀仗。康熙五十七年八月十八日午时，馬貴人葬入妃园寝。 |
| 尹貴人       | 亦稱作殷贵人。康熙四十六年已為尹貴人。雍正朝、乾隆朝未受任何晉封。乾隆朝《食肉底賬》顯示尹貴人下有官女子三人，媽媽裡一人，蒙古女子一人，比嬪例還多。尹貴人為蒙古妃嬪，死後有蒙古王公為其穿孝。乾隆四年九月二十六日午时，尹貴人葬入妃园寝。 |
| 洛貴人       | 洛貴人亦稱作勒貴人。雍正九年正月已為洛常在。乾隆元年正月已晉為洛贵人。乾隆二十二年十月二十五日巳时，勒貴人葬入妃园寝。 |
| 文貴人       | 亦稱作温贵人。雍正九年正月已為文常在。乾隆元年正月已晉為文贵人。乾隆二年九月二十一日午时，文貴人葬入妃园寝。 |
| 藍貴人       | 藍貴人作兰贵人。雍正九年正月已為兰常在。乾隆元年正月已晉為兰贵人。乾隆二年五月二十六日去世，按贵人例办理后事。乾隆三年闰九月二十七日午时，藍貴人葬入妃园寝。                                                                               |
| 常貴人       | 乾隆十五年五月初五日，常貴人過七十歲生辰。乾隆十九年四月二十一日午时，常貴人葬入妃园寝。 |
| 苏贵人       | 康熙四十六年已為苏貴人。未葬入妃园寝。 |
| 仙贵人       | 康熙四十六年已為仙貴人。未葬入妃园寝。 |

#### 庶妃
庶妃泛指未經冊封的嬪御，有些嬪御雖未經正式冊封，但在宮內被稱為嬪，甚至貴妃。如順懿密妃在奏摺內被稱為王嬪，平妃赫舍里氏被清初重臣王熙稱為貴妃。一些庶妃應能擁有嬪位，甚至妃位的待遇。因為康熙三十六年的《康熙朝滿文硃批》顯示妃位有六人，而當時正式冊封為妃者僅有四人。
| 封號、諡號   | 備註                                                 |
| ------------ | ---------------------------------------------------- |
| 庶妃钮祜禄氏 | 員外郎晋宝女。康熙四十七年，生皇二十女，僅活一個月。 |
| 庶妃张氏     | 康熙七年十一月，生皇长女。康熙十三年二月，生皇四女。 |
| 庶妃王氏     | 康熙三十四年十月，生皇十六女。                       |
| 庶妃刘氏     | 康熙三十七年十二月，生皇十七女。                     |

#### 常在
| 封號、諡號 | 備註 |
| ---------- | --- |
| 尹常在     | 雍正三年三月十一日未时，尹常在葬景陵妃園寢，其餘不詳。 |
| 色常在     | 雍正三年三月十一日未时，色常在葬景陵妃園寢，其餘不詳。 |
| 壽常在     | 雍正三年三月十一日未时，壽常在葬景陵妃園寢，其餘不詳。 |
| 常常在     | 雍正十一年九月初七日，常常在葬景陵妃園寢，其餘不詳。 |
| 瑞常在     | 雍正二年六月十七日午时，瑞常在葬景陵妃園寢，其餘不詳。 |
| 徐常在     | 康熙三十六年已為徐常在，並且與二位答應隨康熙帝西巡。康熙四十一年十月十四日卒。康熙五十五年十一月時，墓券位置已经定好了。雍正三年三月十一日未时，葬景陵妃園寢。徐氏去世时间与入葬时间相隔頗久，為較罕见的情况。 |
| 石常在     | 雍正三年三月十一日未时，葬景陵妃園寢，其餘不詳。 |
| 禄常在     | 禄常在亦稱作路常在。雍正三年三月十一日未时，葬景陵妃園寢，其餘不詳。 |
| 牛常在     | 康熙四十六年已為牛常在。未葬景陵妃園寢，其餘不詳。 |
| 查常在     | 康熙四十六年已為查常在。未葬景陵妃園寢，其餘不詳。 |
| 尧常在     | 康熙四十六年已為尧常在。未葬景陵妃園寢，其餘不詳。 |
| 内常在     | 李煦家僕郭臧書的妻姊或妻妹。康熙六十一年三月，康熙帝欽賜內常在之母房屋三十三間。未葬景陵妃園寢，其餘不詳。 |

#### 答应
康熙帝有大小答應二百多人為謬誤，康熙四十六年時，康熙帝的妃子僅有乾清宮主位十六人，大答應十人。康熙朝的乾清宮主位，即指皇后以下，大答應以上的妃子。因此景陽宮主位應非為康熙帝的后妃，或為以景陽宮為主的附屬建築群內的宮女子，如乾清宮主位實際上居住在東六宮、西六宮。另外，毓慶宮主位應為皇太子的妻妾。
| 封號、諡號 | 備註 |
| ---------- | --- |
| 貴答應     | 雍正二年四月十九日午时，貴答應葬景陵妃園寢。                                                                               |
| 靈答應     | 亦稱作令答应。乾隆十一年十月十一日辰时，靈答應葬景陵妃園寢。                                                               |
| 春答應     | 乾隆十九年三月十二日午时，春答應葬景陵妃園寢。                                                                             |
| 曉答應     | 乾隆三十三年十月十二日辰时，曉答應葬景陵妃園寢。                                                                           |
| 慶答應     | 亦稱作琼答应。乾隆五年亡故，五月行初上坟禮、大上坟禮。乾隆六年三月二十四日巳时，慶答應葬景陵妃園寢。                       |
| 秀答應     | 雍正九年正月已為秀答应。雍正十三年三月去世，同年九月初六日巳时，秀答應葬入景陵妃園寢。                                     |
| 治答應     | 亦稱作智答应。雍正九年正月已為智答应。約卒於乾隆十六年至乾隆二十一年四月。乾隆十九年四月二十七日卯时，治答應葬景陵妃園寢。 |
| 妙答應     | 雍正九年正月已為妙答应。約卒於雍正十年正月至雍正十三年九月。雍正十一年九月初七日未时，妙答應葬景陵妃園寢。                 |
| 牛答應     | 亦稱作紐答应。雍正九年正月已為紐答应。雍正十三年九月閏四月去世，同年九月初六日巳时，牛答應葬景陵妃園寢。                   |
| 双答應     | 雍正七年四月二十七日卯时，双答應葬景陵妃園寢。                                                                             |
| 采答應     | 寧壽宮所內答應之一。乾隆七年二月行初上坟禮、大上坟禮，同年巳安葬曹八里屯塋地。                                             |
| 向答應     | 乾隆三十六年，向答应行初上坟禮。乾隆帝的祥答應去世後，安葬在曹八里屯塋地，身後事按“寧壽宮向答應”之例辦理。                 |
| 蒋答应     | 寧壽宮所內答應之一。雍正九年，宁寿宫蒋答应病故。                                                                           |
| 丰答应     | 寧壽宮所內答應之一。雍正十二年，丰答应行初上坟禮。                                                                         |
| 瑞答应     | 寧壽宮所內答應之一。雍正十二年，瑞答应行初上坟禮。                                                                         |
| 袁答应     | 寧壽宮所內答應之一。雍正十年，袁答应安葬曹八里屯塋地。                                                                     |
| 御答应     | 亦稱玉答應，寧壽宮所內答應之一。乾隆元年，玉答应安葬曹八里屯塋地。                                                         |
| 玉答应     | 寧壽宮所內答應之一。乾隆五年，玉答应行初上坟禮。                                                                           |

#### 福晋、格格
康熙朝早期，仍以福晋、格格称呼妃嫔。中期之后，妃嫔有正式册封。而格格之号用至康熙朝后期，地位低微。乾隆十九年二月，曹八里屯塋地安葬的格格已有144位，地壇後塋地安葬格格1位，以上共145位。未知當中有多少為康熙帝的格格。
| 时期 | 称谓     | 简介 |
| ---- | -------- | --- |
| 早期 | 蒙古格格 | 扎鲁特博尔济吉特氏。康熙八年，与慧妃同时入宫，福晋级格格。 |
| 早期 | 格格     | 钮祜禄氏，遏必隆之女。康熙十年六月二十日，与安嫔、敬嫔一同进入宫，福晋级格格。后事无记载。                                                                                                   |
| 早期 | 格格     | 纳喇氏，明珠之女。康熙十年，与安嫔、敬嫔一同进入宫，福晋级格格。后事无记载。 |
| 早期 | 格格     | 扎斯瑚里氏，副都统瓦尔达之女。康熙十年，与安嫔、敬嫔一同进入宫，福晋级格格。后事无记载。 |
| 早期 | 格格     | 佟氏，總兵官佟國璽之女。康熙十年，与安嫔、敬嫔一同进入宫，福晋级格格。蒙古格格出宫之前，佟格格已出宫。                                                                                       |
| 晚期 | 荣格格   | 康熙五十五年十月初五日申时，荣格格薨逝。凡出殡、祭奠、守灵等事，皆照服级十四以上，三十以下之格格例为之。康熙五十五年十一月初三日，内务府奏报忻贵人等人的丧仪折顯示榮格格與新貴人非為同一人。 |
| 晚期 | 霍格格   | 乾隆元年十一月，寧壽宮霍格格去世。去世後有較簡單的初祭禮、大祭禮。霍格格的葬地在曹八里屯。                                                                                                   |

### 子女
康熙共有35個兒子、20個女兒，其中只有20个儿子、8个女儿活到成年，即共計55個子女中有27個早夭，幾乎一半。康熙诸子初随“承”、“保”、“长”等字、后均随“胤”字。之後雍正帝胤禛即位后为避帝王讳，在其即位時仍活著（即沒有早殤）的诸位皇子名中“胤”字改为“允”字。唯怡亲王允祥逝后，雍正帝將其名改回胤祥。

#### 子
此處按照出生顺序排序。共計35個兒子，其中24個參與排序（即「序齒」、有「皇〇子」稱號），20個活到成年。並非所有的兒子都序齒，唯有活到成年的兒子（20個）以及4個因為各種原因而例外的早夭兒子才有（所以允禔並非嚴格意義上的長子），故共有24個排序的兒子。
| 姓名     | 皇子           | 備註 |
| -------- | -------------- | --- |
| 承瑞     | 早殤           | 2歲殇，未序齿 |
| 承祜     | 早殤           | 嫡长子，康熙第一任孝誠仁皇后生（2歲殇，未序齿）。 |
| 承慶     | 早殤           | 1歲殇，未序齿 |
| 賽音察渾 | 早殤           | 2歲殇，未序齿 |
| 允禔     | 皇長子         | 原名保清，直郡王，後降為贝子品級 |
| 長華     | 早殤           | 旋殇，未序齿（1日） |
| 允礽     | 皇二子         | 原名保成，嫡次子，孝誠仁皇后生下他時難產崩逝，胤礽即在兩歲被康熙立為皇太子，皇太子在位三十八年，經二立二廢→（追封）理親王→諡曰密，是為理密親王                    |
| 長生     | 早殤           | 2歲殇，未序齿 |
| 萬黼     | 早殤           | 早殇，未序齿。生于康熙十四年（1675年）十月十八，生母是通嫔纳喇氏，或说贵人纳喇氏，当时康熙皇帝虚岁二十二。萬黼只活了5岁，康熙十八年（1679年）正月廿九，萬黼病死。 |
| 允祉     | 皇三子         | 诚郡王，諡曰隱，為诚隱郡王 |
| 胤禛     | 皇四子         | 雍親王→清世宗宪皇帝 |
| 胤禶     | 早殤           | 1歲殇，未序齿 |
| 允祺     | 皇五子         | 恒亲王，諡曰溫，為恒溫亲王 |
| 胤祚     | 皇六子，早殤   | 6歲殇，無諡號 |
| 允祐     | 皇七子         | 淳亲王，諡曰度，為淳度亲王 |
| 允禩     | 皇八子         | 廉親王，後被雍正帝廢為庶人 |
| 允禟     | 皇九子         | 贝勒品級 |
| 允䄉     | 皇十子         | 敦郡王（降）→辅国公→贝子 |
| 胤䄔     | 早殤           | 1歲殇，未序齿 |
| 胤禌     | 皇十一子，早殤 | 11歲殇，無諡號 |
| 允祹     | 皇十二子       | 履亲王，諡曰懿，為履懿亲王 |
| 胤祥     | 皇十三子       | 怡亲王，諡曰贤，為怡贤亲王 |
| 允禵     | 皇十四子       | 原名胤祯，恂郡王，諡曰勤，為恂勤郡王 |
| 胤禨     | 早殤           | 2個月殤，未序齿 |
| 允禑     | 皇十五子       | 愉郡王，諡曰恪，為愉恪郡王 |
| 允祿     | 皇十六子       | 出继承泽亲王硕塞之后，後改封莊親王，諡曰恪，為莊恪親王 |
| 允禮     | 皇十七子       | 果亲王，諡曰毅，為果毅亲王 |
| 胤祄     | 皇十八子，早殤 | 8歲殇，無諡號 |
| 胤禝     | 皇十九子，早殤 | 3歲殇，無諡號 |
| 允禕     | 皇二十子       | 简贝勒，諡曰靖，為简靖贝勒 |
| 允禧     | 皇二十一子     | 慎郡王，諡曰靖，為慎靖郡王 |
| 允祜     | 皇二十二子     | 恭贝勒，諡曰勤，為恭勤贝勒 |
| 允祁     | 皇二十三子     | 郡王品級诚贝勒 |
| 允祕     | 皇二十四子     | 諴亲王，諡曰恪，為諴恪亲王 |
| 胤禐     | 早殤           | 旋殇，未序齿 |

#### 女
此處按照出生顺序排序。注意“皇〇女”與“〇公主”不同，大公主是固伦纯禧公主，因為是养女而不計入內（見後“養女”部分）。另外由於未知原因，沒有七公主。共計20個親生女兒，其中9個稱為公主（不計養女大公主），8個活到成年。康熙帝度过幼儿期的女儿在正式册封前，以齿序称某公主。與兒子不同，所有女兒都齿序（即有皇〇女稱號），但只有8個活到成年（以及一個例外的皇十六女、十一公主）的女兒稱為公主。
| 出生次序、齿序     | 出生年                                                                           | 封號、諡號   | 生母             | 備註 |
| ------------------ | -------------------------------------------------------------------------------- | ------------ | ---------------- | ---- |
| 皇長女             | （1668年－1671年），康熙七年十一月二十生；十年十月殤，時年二歲。                 |              | 庶妃張氏         |      |
| 皇二女             | （1671年－1673年），康熙十年三月初九生；十二年二月殇，时年二岁。                 |              | 庶妃董氏         |      |
| 皇三女、二公主     |                                                                                  | 固伦荣宪公主 | 庶妃马佳氏       |      |
| 皇四女             | （1674年－1678年），康熙十三年二月初十生，康熙十七年殇，时年五岁。               |              | 庶妃张氏         |      |
| 皇五女、三公主     |                                                                                  | 和硕端静公主 | 贵人兆佳氏       |      |
| 皇六女、四公主     |                                                                                  | 固伦恪靖公主 | 贵人郭络罗氏     |      |
| 皇七女             | （1682年），康熙二十一年六月初一生，八月即殇。                                   |              | 德妃乌雅氏       |      |
| 皇八女             | （1683年），康熙二十二年六月十九生，闰六月殇。                                   |              | 皇贵妃佟佳氏     |      |
| 皇九女、五公主     |                                                                                  | 固伦温宪公主 | 德妃乌雅氏       |      |
| 皇十女、六公主     |                                                                                  | 固伦纯悫公主 | 庶妃那拉氏       |      |
| 皇十一女           | （1685年－1686年），康熙二十四年九月二十七生；二十五年五月殇。                   |              | 温僖贵妃钮祜禄氏 |      |
| 皇十二女           | （1686年－1697年），康熙二十五年闰四月二十四生，康熙三十六年二月卒，时年十二岁。 |              | 德妃乌雅氏       |      |
| 皇十三女、八公主   |                                                                                  | 和硕温恪公主 | 敬敏皇贵妃章佳氏 |      |
| 皇十四女、九公主   |                                                                                  | 和硕悫靖公主 | 贵人袁氏         |      |
| 皇十五女、十公主   |                                                                                  | 和硕敦恪公主 | 敬敏皇贵妃章佳氏 |      |
| 皇十六女、十一公主 | （1695年－1707年），康熙三十四年十月二十一生；四十六年十月殇，时年十三岁。       |              | 庶妃王氏         |      |
| 皇十七女           | （1698年－1700年），康熙三十七年十二月十二生；三十九年十一月殇，时年三岁。       |              | 庶妃刘氏         |      |
| 皇十八女           | （1701年），康熙四十年十月十八生，不久即殇。                                     |              | 和嫔瓜尔佳氏     |      |
| 皇十九女           | （1703年－1705年），康熙四十二年二月十四生；四十四年二月殇，时年三岁。           |              | 襄嫔高氏         |      |
| 皇二十女           | （1708年），康熙四十七年十月初九生，十二月殇。                                   |              | 庶妃钮祜禄氏     |      |

#### 養女
| 封號、諡號   | 生父                 | 生母           | 經歷                       | 備註           |
| ------------ | -------------------- | -------------- | -------------------------- | -------------- |
| 固伦纯禧公主 | 圣祖弟恭亲王常宁     | 庶福晋晋氏     | 嫁蒙古科爾沁部頭等台吉班第 | 大公主、养长女 |
| 郡主         | 康熙帝子允礽的第三女 | 嫡福晋瓜尔佳氏 | 嫁土默特达尔汉贝勒阿喇布坦 |                |

## 影视形象
| 飾演康熙的演員             | 影視作品                                | 飾演康熙的演員      | 影視作品                                           |
| 吴桐                       | 《七剑下天山》                          | 张瑛                | 《十大刺客》                                       |
| 程思俊                     | 《鹿鼎記》（1977年版）                  | 張國立              | 《康熙微服私訪記》（一至四）                       |
| 李亨                       | 《大内群英》                            | 井淼                | 《清宫启示录》 《清宫剑影录之大将军年羹尧》        |
| 劉家輝                     | 《鹿鼎記》（1983年版）                  | 尊龙                | 《康熙微服私訪記》（五）                           |
| 劉德華                     | 《鹿鼎記》（1984年TVB版）               | 焦晃                | 《雍正王朝》 《李卫当官》                          |
| 周紹棟                     | 《鹿鼎記》（1984年台灣中視版）          | 劉松仁              | 《步步惊心》                                       |
| 尔冬升                     | 《天官赐福》                            | 陈申生              | 《金镖黄天霸》                                     |
| 溫兆倫                     | 《鹿鼎記》（1992年版） 《康熙情锁金殿》 | 汤镇业              | 《宫锁心玉》 《正牌韋小寶》                        |
| 馬浚偉                     | 《鹿鼎記》（1998年版）                  | 许还山              | 《江山为重》 《宫廷画师郎世宁》 《避暑山庄大传奇》 |
| 譚耀文                     | 《小寶與康熙》（2000年台灣華視版）      | 雷恪生              | 《少林寺传奇3》                                    |
| 梁奕倫                     | 《鹿鼎記》（2000年廣播劇版）            | 王绘春              | 《布衣知县梵如花》                                 |
| 陈道明 李楠 陈韦辰（童年） | 《康熙王朝》（2001年）                  | 邓超 陈韦辰（童年） | 《少年康熙》                                       |
| 鍾漢良 史磊（童年）        | 《鹿鼎記》（2008年版）                  | 陳國邦              | 《紫禁惊雷》                                       |
| 王勇                       | 《鹿鼎记》（2009年話劇版）              | 張智霖              | 《天子屠龍》                                       |
| 夏雨                       | 《康朝秘史》                            | 劉德凱              | 《皇太子秘史》                                     |
| 孫耀威                     | 《懷玉公主》                            | 保剑锋              | 《青天衙门》 《青天衙門2》                         |
| 陈建军 蔺达诺（童年）      | 《康熙大帝》                            | 舒适                | 《雍正皇帝》                                       |
| 陈鸿烈                     | 《江湖奇侠传》                          | 白彪                | 《满清十三皇朝》                                   |
| 张英才                     | 《大刺客》 《呂四娘》                   | 潘志文              | 《九王夺位》 《君臨天下》                          |
| 杜淳                       | 《大河颂》 《填四川》                   | 赵文卓              | 《御前四宝》                                       |
| 达式常                     | 《神厨》                                | 张铁林              | 《满汉全席》                                       |
| 寇振海                     | 《跃龙门》                              | 刘大刚              | 《书剑恩仇录》（黄海冰主演）                       |
| 孟飛                       | 《雍正 小蝶 年羹堯》                    | 吴奇隆              | 《梦回鹿鼎记》                                     |
| 崔浩然、倪齊民             | 《施公奇案》（臺灣版）                  | 楊麗花              | 《歌仔戲─順治與康熙》                              |
| 倪齊民                     | 《深宮諜影》                            | 许文翘              | 《蒲松龄》                                         |
| 王新                       | 《傾城絕戀》                            | 岳华                | 《食为奴》                                         |
| 鄭少秋                     | 《雍正皇帝》（2001年廣播劇版）          | 秦俊杰              | 《龙珠传奇》                                       |
| 魏千翔                     | 《鹿鼎記》（2014年版）                  | 劉愷威              | 《寂寞空庭春欲晚》                                 |
| 王俊東 葉禾（童年）        | 《大清總督于成龍》（2017年版）          | 張天陽              | 《鹿鼎記》（2020年版）                             |
| 楊澤霖                     | 《十三妹》（1983年）                    | 苏可                | 《庄妃轶事》                                       |
| 王珏                       | 《康熙大闹五台山》                      | 張立威              | 《一代皇后大玉兒》                                 |
| 顧冠忠                     | 《康熙豔談》                            | 王光輝              | 《康熙遺妃五台山》                                 |
| 李德旗                     | 《刺虎》                                | 鄔朋達              | 《孝莊秘史》                                       |
| 宋昊林                     | 《施琅大將軍》                          | 袁弘                | 《天下無雙》                                       |
| 呂行                       | 《煙花三月》 《新九品芝麻官》           | 賈致罡              | 《廉吏于成龍》                                     |
| 簡遠信                     | 《怪俠歐陽德》                          | 敖翔                | 《公主出山》                                       |
| 李子雄                     | 《新施公案》                            | 巴雅爾馬格奈        | 《阿努可敦》                                       |
| 趙文瑄                     | 《宮鎖沉香》                            | 秦沛                | 《鄭板橋》                                         |
| 楊德民 戚辰煊              | 《大玉兒傳奇》                          | 趙濱                | 《花落宮廷錯流年》                                 |
| 朱宏嘉                     | 《一代名相陳廷敬》                      | 王龍華              | 《少帝康熙》                                       |
| 劉鈞                       | 《夢迴大清》                            | 罗晋                | 《天下长河》                                       |

### 引用
1. ↑  《清圣祖仁皇帝实录》卷三百
2. ↑  《清朝文献通考》卷一三九
3. ↑  《清史稿》本纪十·高宗本纪一
4. ↑  〈清史稿．本紀六．聖祖本紀一〉：「四大臣之輔政也，皆以勛舊。索尼年老，遏必隆闇弱，蘇克薩哈望淺，心非鰲拜所為而不能爭。鰲拜橫暴，又宿將多戰功，敘名在末，而遇事專橫，屢興大獄，雖同列亦側目焉。」
5. ↑  〈清史稿．本紀六．聖祖本紀一〉：「秋七月己酉，上親政，御太和殿受賀，加恩中外，罪非殊死，咸赦除之。是日，始御乾清門聽政。」
6. 1 2  王宏钧. . ,中国国家博物馆馆刊. 1993.
7. ↑  何瑜. . 《清史研究》. 1991.
8. ↑  刘绍春. . 《中国公务员》. 1994年, (第3期).
9. ↑  佟春林. . 《满族研究》. 2005.
10. ↑  己未。上即皇帝位。是日黎明、遣輔國公都統穆琛、祭告昊天上帝。祝文曰、順治十八年辛丑正月辛亥朔初九日己未。皇太子臣玄燁昭告於昊天上帝之前。 . 维基文库.
11. ↑  《清世祖遗诏》「……朕子玄烨，佟氏妃所生，年八岁，岐嶷颖慧，克承宗祧，兹立为皇太子，即遵典制持服二十七日，释服，即皇帝位。特命内大臣索尼、苏克萨哈、遏必隆、鳌拜为辅臣，伊等皆勋旧重臣，朕以腹心寄托，其勉矢忠荩，保翊冲主，佐理政务。布告中外，咸使闻知」。
12. ↑  《聖祖仁皇帝實錄》康熙八年八月辛未，和碩康親王傑書等議覆、南懷仁、李光宏等、呈告楊光先依附鰲拜、捏詞陷人，將歷代所用之洪範五行、稱為滅蠻經、致李祖白等各官正法。且推歷候氣、茫然不知。解送儀器虛縻錢糧。輕改神名。將吉凶顛倒。妄生事端。殃及無辜。援引吳明烜、謊奏授官。捏造無影之事、誣告湯若望謀叛。情罪重大。應擬斬。妻子流徙寧古塔。至供奉天主、系沿伊國舊習。並無為惡實跡。湯若望複通微教師之名。照伊原品賜恤。還給建堂基地。許纘曾等複職。伊等聚會、散給天學傳概、及銅像等物、仍行禁止。西洋人慄安黨等、該督撫驛送來京。李祖白等、照原官思恤。流徙子弟取回。有職者複職。李光宏、黃昌、司爾圭、潘盡孝、原降革之職、仍行給還。得上□日、楊光先、理應論死。念其年老、姑從寬免。妻子亦免流徙。慄安黨等二十五人、不必取來京城。其天主教、除南懷仁等、照常自行外。恐直隸各省複立堂入教。仍著嚴行曉諭禁止。餘依議。
13. ↑  徐中約《中國近代史．上冊》，中文大學出版社，第30頁
14. ↑  王政尧. . 《华南师范大学学报(社会科学版) 》. 1981年, (01期).
15. ↑  清圣祖实录》卷二四五：康熙五十年三月，偏沅巡抚潘宗洛陛辞，上谕之曰:“今天下太平无事，以不生事为贵，兴一利即生一弊，古人云‘多事不如少事’，职此意也。驭下宜宽，宽则得众，为大吏者，若偏执己见，过于苛求，则下属何以克当。”
16. ↑  《清圣祖实录》
17. ↑  成积春. . 《 史学集刊 》. 2011.
18. ↑  . 人民网.   [2014-10月-日]. （原始内容存档于2021-12-14）.
19. ↑  《圣祖实录》卷二四二
20. ↑  黄印《锡金识小录》记载说：“刘自知必死，讯时辞色侃侃，历数其恶（指李牧）。备受极刑，终不委靡乞哀，下于狱，瘐死狱中。”
21. ↑  孫子和. . 臺灣商務印書館. 1989: 198. ISBN 9789570500073.
22. ↑  杨珍. . 《故宫博物院院刊》. 1991.
23. ↑  姚元之《竹葉亭雜記》卷一：“帝在內，日選小內監強有力者，令之習布庫以為戲。鰲拜或入奏事，不之避也。拜更以帝弱且好弄，心益坦然。一日入內，帝令布庫擒之，十數小兒立執鰲拜，遂伏誅。”
24. ↑  《南亭筆記》：康熙帝在南齋，召鰲拜入。內侍請鰲拜坐在三條腿椅子上，而以一位內侍在其後扶著椅子。命賜茶，先把茶碗煮於熱水，上茶時，鰲拜接茶，茶碗燙手，砰然墜地。靠椅子的內侍乘勢一推，鰲拜仆倒在地。康熙帝呼曰：“鰲拜大不敬。”健童群起，擒撲鰲拜，交部論罪。
25. ↑  成积春. . 《历史档案》. 2007年, (04期).
26. ↑  潘楠，张金林，《清初迁海令对东南社会发展的消极影响》，《兰台世界》, 2015, 19期(19):156-157
27. ↑  张羽新. . 黑龙江敎育出版社. 1995: 34–35  [2021-07-08]. ISBN 978-7-5316-2489-9. （原始内容存档于2021-07-09）.
28. ↑  孟昭信《康熙評傳》，南京大學出版社，第198-199頁
29. ↑  姚念慈，《“康乾盛世”与历史意义的采择》
30. ↑  鄭光路《張獻忠剿四川真相》，四川民族出版社：「除張獻忠外，清軍、南明殘軍、“搖黃”土匪、吳三桂叛軍等也曾亂殺人、大破壞。長達四十餘年的戰亂」
31. ↑  . 凤凰网.   [2015-01-09]. （原始内容存档于2015-01-09） （中文）.
32. ↑  曹树基，《中国人口史——第五卷清时期》：“剿洗，玉石难分，老幼死于锋镝，妇子悉为俘囚，白骨遍野，民无噍类”。复旦大学出版社2001年5月第一版，第43页
33. ↑  《臺灣外紀》卷二十九记载〈偽藩鄭氏歸降第一表〉“招討大將軍延平王鄭克塽謹奏：伏以論域中有常尊，歷代紹百王為得統。觀天意有攸屬，興朝宅九土以受符。誠五德之推移，為萬彙所瞻仰者也。伏念先世自矢愚忠，追懷前代之恩，未沾盛朝之澤。是以臣祖成功，篳路以闢東土，臣父經，靺韋而雜文身。寧敢負固重險，自擬夜郎；抑亦保全遺黎，孤栖海角而已。迨至先人弛擔，稚子承祧，常思畏天之恩，莫求縮地之術。茲蓋伏遇皇帝陛下高覆厚載、仁育義懷。底定中邦，如旭日升而普照；掃擴六宇，雖浮雲翳而乍消。苟修文德，以來遠人；寧事勝心，而焚海內。乃者舳艫西下，自揣履蹈之獲愆；念此氣血東來，無非霜露之所墜。顏行何敢再逆，革心以表後誠。昔也威未見德，無怪鳥骸於虞機；今者誤已知迷，敢後麟遊於仁圃。伏願視天地萬物為一體，合象胥寄棘為大同。遠柔而邇能，形民固無心於醉飽，貳討而服舍，依魚自適性於淵泓。夫且問黃耇之海波，豈特誓丹誠以皦日為已哉。”〈為舉國內附、仰冀聖恩事〉“招討大將軍延平王臣鄭克塽謹奏：為舉國內附、仰冀聖恩事。竊惟臣生自海邦，稚懵無識；謬繼創垂之緒，有乖傾向之誠。邇者，樓船西來，旌旗東指；簞壺緩迎於周旅，干羽煩舞於虞階。自省重愆，誠為莫贖；然思皇靈之赫濯，信知天命有攸歸。逆者亡、順者昌，迺覆載待物之廣大；貳而討、服而舍，諒聖王與人之甚寬。用遵往時之成命，爰邀此日之殊恩；冀守宗祧以勿失，永作屏翰於東方。業有修表具奏外，及接提督臣施琅來書，以復居故土，不敢主張。臣思既傾心而向化，何難納土以輸誠。茲特繕具本章，并延平王印一顆、冊一副及武平侯臣劉國軒印一顆、忠誠伯臣馮錫范印一顆，敬遣副使劉國昌、馮錫韓齎赴軍前繳奏；謹籍土地人民，待命境上，數千里之封疆悉歸土宇，百餘萬之戶口並屬版圖。遵海而南，永息波濤之警；普天之下，均沾雨露之濡。實聖德之漸被無方，斯遐區之襁負恐後。獨念臣全家骨肉，強半孺呱；本係南人，不諳北土。合無乞就近閩地方，撥賜田莊、廬屋，俾免流移之苦，且獲養贍之資；則蒙高厚之生成，當誓丹青以啣結。至於明室宗親，格外優待；通邦士庶，軫念綏柔；文武諸官，加恩遷擢；前附將領，一體垂仁；夙昔仇怨，盡與蠲除；籍沒產業，俱行賜復：尤期廣推寬大之仁，明布維新之令，使夫群情允愜，共鼓舞於春風；萬彙熙恬，同泳游於化日。斯又微臣無厭之請，徼望朝廷不次之恩者也。為此，激切具本奏聞，伏候敕旨”
34. ↑  . zh.wikisource.org.   [2019-04-23]. （原始内容存档于2021-12-19）.
35. ↑  王川《西洋望远镜与阮元望月歌》，學術研究（廣州，2000年04期），第82-90頁
36. ↑  《啸亭杂录》云: “戴学士梓，字文开，浙江仁和人。少有机悟，自制火器，能击百步外。先良王南征时，公以布衣从军，献连珠火炮法。下江山县有功，王承制授以道员扎付。仁皇帝召见，喜其能文，命直南书房，赏学士衔。公善天文算法，与南怀仁诘论，怀仁为之屈，心甚忮刻，因诬公通东洋。上大怒，遣戍黑龙江。后赦还，卒于旅邸，人共惜之。”
37. ↑  《清史稿·艺术传四·戴梓传》:“后赦还家，留于铁岭，遂隶籍。”
38. 1 2  李斌《西式武器对清初作战方法的影响》，自然辩证法通讯．2002年第04期
39. ↑  《康熙評傳》，南京大學出版社，2006年12月版，第219頁
40. ↑  《清史稿》卷五百六，《梅文鼎傳》
41. ↑  李约瑟《中国科学技术史》，卷三：「但是這些明代史學家沒有一個通曉宋元的代數學。宋元的代數學完全被廢棄不用了，直到耶穌會傳教士及其他人引入歐洲代數學以後很久，梅毂成等人才意識到隱藏在不習見語言下的中世紀中國化數學，並重新對它進行研究。」
42. ↑  刘溪. . 學術交流. 2017, (276).
43. ↑  席泽宗：“论康熙科学政策的失误”，《古新星新表和科学史探索》，2002
44. ↑  史景迁，《康熙自画像》(Emperor of China: Self-Portrait of K'ang Hsi)
45. ↑  《榕村语录续集》卷六
46. ↑  陳衛省. . 普世社会科学研究网.   [2019-03-21]. （原始内容存档于2021-12-19）.
47. ↑  胡蓉彬. . 《柳州职业技术学院学报》. 2011年, (第5期).
48. ↑  成积春. . 《历史教学》. 2007.
49. ↑  ［德］夏瑞春《德國思想家論中國》
50. ↑  李晓丹，王其亨，金莹《17-18世纪西方科学技术对中国建筑的影响——从《古今图书集成》与《四库全书》加以考证》，故宫博物院院刊 2011年03期
51. ↑  《康熙与罗马使节关系文书》
52. ↑  赵士国. . 《湖南师范大学社会科学学报》. 1997.
53. ↑  DuHalde, Jean Baptiste (1741), The General History of China: Containing a geographical, historical, chronological, political and physical description of the empire of China, Chinese-Tartary, Corea, and Thibet. Including an exact and particular account of their customs, manners, ceremonies, religion, arts and sciences, University of Michigan, p189-196, p298-302
54. ↑  冯佐哲. . 社会科学文献出版社. 2011: 143. ISBN 9787509724033.
55. ↑  《全球通史》 第十五冊，美國時代生活公司，吉林文史出版社，第53頁
56. ↑  . 新华网.   [2016-01-08]. （原始内容存档于2021-09-04）.
57. ↑  摘自：《人民日报》；文/舒乙. . 中新网. 2004年1月7日  [2004年1月7日] （简体中文）.
58. ↑  来源：人民网；摘自：《毛泽东这样学习历史这样评点历史》. . 新浪网>新闻中心>综合>正文. 2005年12月20日  [2005年12月20日] （简体中文）.
59. ↑  来源：《新湘评论》2018年第7期；作者：陈晋. . 中共中央党史和文献研究院官网>专家学者>研究系列>陈晋. 2018年6月19日  [2018年6月19日] （简体中文）.
60. ↑  李杰伟. . 决策探索(下半月). 2013年, (12期).
61. ↑  梁骥. . 《 中国国家博物馆馆刊 》. 2015年, (02期).
62. ↑  邹劲林; 杨光伟，毛盛名. . 《健康必读旬刊》. 2012.
63. ↑  宋宪章. . 《 食品与健康 》. 1996.
64. ↑  谭健锹. . 《家庭医生》. 2015年, (第9期).
65. ↑  中国国家图书馆馆藏. 抚顺地区佟佳氏谱牒
66. ↑  《王熙自定年譜》貴妃薨逝，入內至隆宗門外坐班，初七日發引。恭送於景山東門外至朝陽門外園內安厝。二十七日往暢春園啟奏，奉諭撰進追封妃。上傳並擬諡。
67. ↑  《清聖祖實錄》卷之一百七十三  諭禮部、原任領侍衛內大臣一等公噶布喇之女何舍里氏、選入宮中。未經冊封、倐以疾逝。良用軫惻。今追封為平妃。應行禮儀、爾部察例議奏。
68. ↑  《康熙朝滿文硃批奏摺全譯》此病不可齋戒，依三公主之母、嬪出殯，有關初祭、大祭，且外客等前來，筵樂照備。欽此欽遵。
69. ↑  《內務府奏為辦理袁常在移葬折》五十六年正月十一日，卜貴人薨，奉旨：花園內現有貴人金棺，將二金棺可否葬一處，倘不可，葬何園寢，明日可否出殯，交欽天監觀定，速儀奏。......竊查貴人薨，依嬪例著喇嘛十一人轉軸念經，皇上綴朝二日，此二日自皇宮以下，宗室以上，不祭、不還願，著素服。停厝三日，每日晨貢獻飯桌、夕貢獻餑餑桌、茶。差膳上人、茶上人，著四十喇嘛念經三日，棺油漆金黃色，幃、棺罩頂幃俱用金黃色綢、垂沿為純小龍藍妝緞，頂子為旋木貼飛金，抬架、引幡、抬槓俱為金黃色，刷棺槨時，以金黃色蟒緞一匹紅片、金緞一匹、閃緞一匹，刷三次，棺槨越栓紅綢。在貴人處之女子、太監、娘家男、女穿孝。因貴人無派份管領，差派未輪主子班內管領一人，著一管領之半數男、女穿孝，俱禁剪髮辮；和碩親王以下，內大臣、侍衛、民公、候、伯、都統、尚書、子以上，固倫公主、和碩福金以下，固山貝子福金、縣主以上，民公、候、伯、都統、尚書、子之妻室齊集。出殯備八馬馱二皮包列隊。依仗寶箱有花紅綢傘二把、素金黃色扇屏二座、貼飛金鳳凰黑旗一對、樹瓜棍一對、金黃色轎一頂、金黃色車一輛、銀臉盆一個、痰盂一個、香爐一個、盒子一個。依欽天監擇視，本月十三日出殯，送往朝陽門外孫衛善花園暫厝。
70. ↑  《奏為辦理袁常在喪禮折》 今景山袁常在於本月十二日薨，入殮、移送之吉日良辰著欽天監擇視，本月十三日癸丑日申時入殮為妥，十七日丁巳日不可出殯，十九日卯時移送，現朝陽門外孫衛善花園房屋傾斜，且牆院俱倒塌，不可安放，另處亦無，既然曹八里屯殯宮有三間空房，送往暫厝，按何例辦理之處，伏起聖裁。奉旨遵行。為此謹奏，請旨。署理內務府總管事務郎中董殿邦、禮部尚書貝和諾、工部侍郎穆爾泰。硃批：照辛貴人例，免祭文、依仗，餘依儀。
71. ↑  《內務府奏為辦理袁常在移葬折》 康熙五十八年九月二十日內務府等部謹奏：為請旨事。現竊依葬於曹八屯寢園之辛貴人例移辦袁常在靈柩送往淑勒妃寢園安放......送抵淑勒妃園寢，亦照辛貴人例修精緻席殯宮，暫安放，照例恭謹油漆，十一月二十九日未時暫安放於木板房，為請示修木板房、安放寢宮之處及淑勒妃園寢圖一併奏覽，俟奉上指示，交付工部，預修木板房，移送、行走、守護、安放、掃墓諸事，俱依往送辛貴人之例為之；修圈、安葬、動土之處，交欽天監衙門、喇嘛等。擇視山頂合年吉後，再另行儀奏可也。為此謹奏，請旨。署理內務府總管事務郎中董殿邦、禮部尚書貝和諾、工部侍郎穆爾泰。硃批：依奏。
72. ↑  《昌瑞山萬年統志》
73. ↑  《星源集慶》允禐 ，幼齡 。無嗣。康熙五十七年戊戍二月初一日午時生。母貴人陳氏陳秀之女。本時卒。
74. ↑  《星源吉庆》万黼，幼龄，无嗣，康熙十四年乙卯十月初八巳时生，母贵人那拉氏，骁骑校昭格之女，康熙十八年己未正月廿九日戌时卒，年五岁。允禶，幼龄，无嗣，康熙十八年己未二月卅日巳时生，母贵人那拉氏，骁骑校昭格之女，康熙十九年庚申四月初二亥时卒。
75. ↑  《康熙朝滿文硃批奏摺全譯》五十五年十月初五日，辛貴人薨時，奉旨：貴人以金黃色車一輛、金黃色轎一頂，儀仗低於嬪。欽此欽遵。貴人薨，喇嘛、太監、和尚、道士得病感轉軸念經，棺漆紅油，以蟒緞一匹、閃緞一匹、綢一匹為之，刷三次。越栓為紅綢，架紅蟒緞帷。純小龍藍蟒緞垂帳，停放五龍亭三日，前設銀製五供桌，每日貢獻飯桌、茶、差派飯上人、茶上人，著在貴人前女子四人、太監十二人穿孝。差派未輪主子班內管領一人，著一管領之半數男丁、婦女穿孝，俱禁剪髮辮。棺罩頂、幃為紅綢，垂沿為純小龍藍妝緞，頂子以旋木貼飛金，抬架、幡、抬槓為紅色，六十四人抬，穿孝輿服。備六馬馱二皮包列隊，依仗為鍍金頂金黃色轎一頂、金黃色車一輛、寶箱有花紅綢傘二把、素金黃色扇屏二座、貼飛金鳳凰黑旗一對、銀臉盆一個、痰盂一個、香爐一個、盒一個。依欽天監選堪，本月初七日出殯，送往朝陽門外花園暫厝。初祭掃墓，祭文以漢文寫。
76. ↑  《清東陵拾遺》新貴人，康熙五十五年十月初五日薨，奉旨以金黃色車一輛、金黃色轎一頂，儀仗低於嬪。 【康熙五十五年十一月初三日，新貴人已滿百日奉移慧妃陵的日期，定於康熙五十六年二月十七日壬寅辰時為吉。至於墓穴動土及安喪之事，有人說康熙五十六年丁酉因年克山，不宜動土安喪。康熙五十七年戊戌與山嚮不合，也不宜動土安喪。既如此，新貴人只得暫安板殿。奉旨著建享殿於二門外東側。後來到康熙五十八年十二月才奉安地宮。 】
77. ↑  《奏請制備已逝貴人喪儀折》查前薨逝之馬貴人因不遑制擺喪儀，故上命取用榮妃之儀仗，其後補造之。至該貴人用何妃之儀仗，照皇上指示取而用之，事手補造可也。為此謹奏。請旨。硃批：著用惠妃儀仗。
78. ↑  《清東陵拾遺》馬貴人薨逝後的奉移禮，一直被後來妃嬪奉移禮所遵循。馬貴人奉移禮致奠曾用紙錁一萬、楮幣一萬、饌筵九、羊三、酒三瓶，其中紙錁一萬減三千為七千，楮幣一萬減三千為七千，饌筵九減二為七，羊三酒三瓶照常，列儀仗所屬管領下男女咸集，禮部工部大臣等內務府總管視察。奉移時諸侍女送，派所屬管領
下官員執事人並妻十五對，禮部大臣各一員內務府總管一員送，每旗派章京各三員，每翼各一員，副都統和兵丁八十人，仍令該兵丁看守。令太監等為諸女駕車，派包衣章京三員、護軍三十名，太監等乘騎之馬匹，自上駟院領取。
79. ↑  《宮內等處女子嬤嬤媽媽裏食肉底賬》乾隆元年正月初一起至四月二十九日止，官女子，一百五十四人；家下女子，六十七人；使女，一百三十一人；嬤嬤，二十九人；媽媽裡，三十六人；姥姥，二人；看燈火媽媽，二十八人；兆祥所媽媽，三十人，共四百七十七人。一月二十九日共豬肉一萬四百六十五斤六兩。合銀：四百九十一兩八錢七分二厘六毫二絲五忽。康熙朝，寧壽宮：皇貴妃下官女子三人，學生二人，家下女子一人； 貴妃下官女子七人； 憲妃下官女子四人； 成妃下官女子六人； 密妃下官女子六人，使女二人；勤妃下官女子一人，家下女子三人；通嬪下官女子三人，家下女子一人；倩嬪下官女子三人； 秀嬪下官女子三人；玉嬪下官女子三人；綺嬪下官女子三人； 尹貴人下官女子三人，媽媽裡一人，蒙古女子一人； 洛貴人下官女子三人；文貴人下官女子二人；常貴人下官女子一人； 蘭貴人下官女子二人；智答應下官女子一人；令答應下官女子一人，家下女子一人。
80. ↑  《賞賜檔》......乾隆十五年五月初五日，寧壽宮常貴人 七十歲生辰（另有物品）......
81. ↑  《為皇太后皇子公主等預備豬鵝雞等數目清單》妃六人，豬肉各十二，各八斤，鵝各一隻，雞各二隻；嬪四人，豬肉各八，各六斤、鵝各半隻、雞各一隻半；貴人四人，豬肉各六，各五斤八兩、鵝半隻、雞各一隻；常在六人，豬肉各五，各四斤、雞各一隻。四公主豬肉五，四斤；嬤嬤二人，豬肉各一斤八兩；六公主豬肉五，四斤；嬤嬤二人，豬肉各一斤八兩；老宮女二人，豬肉各一斤四兩。
82. ↑  《中國皇帝:康熙自畫像》 諭顧太監：朕走鄂爾多斯地方，蒙古富金們來的甚多。爾將妃嬪們的綿衣，每位一套，棉紗衣，每位一套，報上，帶來。又徐常在、二位答應，襯衣、夾襖、夾中衣、紡絲布衫、紡絲中衣、鍛靴襪都不足用。傳於延禧宮妃，著量做，完時報上，帶來。
83. ↑  《內務府奏為辦理袁常在移葬折》 康熙四十一年十月十四日，徐常在薨，棺漆紅油，統一花紋刷一次。越栓為紅綢，制無花青緞帷，明旌引，四十八人抬之。揀骨殖後，閃緞夾被一床、褥一條、綾子雙層佈單一條、栓瓶口時，為紅片金緞雙層佈單。
84. ↑  《兩江總督查弼納奏報李煦案內郭臧書等人員口供折》......供稱：小的父郭茂曾為李煦家里人。康熙五十六年，李煦將小的們抬出為民。五十七年，小的父郭茂病故。後因家計貧寒，於六十年小的隨同岳母前來京城。六十一年，小的岳母故去，小的即守岳母之墳，仍住於京城。小的並無隱藏李煦家物。小的亦無家產。誠然有之，在蘇州審訊時，小的母親何不供出？等語。據此，即行委員搜查郭臧書住家，共有房屋三十三間，其中郭臧書住有三間，其餘房屋皆由他人租住。查此房屋，於康熙六十一年三月，聖祖仁皇帝欽賜內常在之母居住，常在之母與姑爺郭臧書住在一起。常在之母故去後郭臧書仍住於此屋。此房屋原為公房，擬仍充公。李煦子李定（鼎），以及其家人，均在蘇州，故將郭臧書交與刑部，擬押解至查弼納處，於塞楞額、李周望審理案件內進行質訊。 ......硃批：為李煦一案，爾始終未盡心，且多負于朕。即便派來京城折價之人，均已替換，而重要人員，亦不知派往何處。爾隨便辦理而已。因為都已經及時巧飾，朕亦無可奈何了。
85. ↑  《康熙朝滿文奏摺》皇太子豬肉二十四斤八兩；奶公並哈哈珠子等豬肉八斤；妃豬肉十二斤、鵝一隻、雞二隻；貴人豬肉六斤八兩、鵝半只、雞一隻；嬷嬷豬肉二斤；稍大些的女孩一人，豬肉一斤八兩；女孩十六人，豬肉各一斤
86. ↑  《宮中雜件》智答應銀五十兩，官女子二人。所內答應十一人，每人銀五十兩，官女子十二人。學生十六人，每人銀三十六兩，官女子十六人。 ......所內答應四人，每人銀五十兩，官女子五人。學生十一人，每人銀三十六兩，官女子十一人。

## 研究書目
- Jonathan D. Spence（史景遷）著，吳根友 譯：《中國皇帝：康熙自畫像》（上海：上海遠東出版社，2001）。